# Lista monumentelor istorice din județul Covasna

Simbol utilizat în România pentru monumentele istorice

Lista monumentelor istorice din județul Covasna cuprinde monumentele istorice din județul Covasna înscrise în Patrimoniul cultural național al României. Lista completă este menținută și actualizată periodic de către Ministerul Culturii, Cultelor și Patrimoniului Național din România, ultima versiune datând din 2015.

| Cod LMI                                            | Denumire                                                                                              | Localitate                                           | Localizare | Datare, Creatori                                                | Imagine               | Erori             |
| -------------------------------------------------- | --- | ---------------------------------------------------- | --- | --------------------------------------------------------------- | --------------------- | ----------------- |
| CV-I-s-B-13029 (RAN: 63401.01)                     | Situl arheologic de la Sfântu Gheorghe, punct „Cetatea Cocostârcului”                                 | municipiul Sfântu Gheorghe                           | Cetatea Cocostârcului (Gémvára) |                                                                 | Încarcă foto \| video | Raportează eroare |
| CV-I-m-B-13029.01 (RAN: 63401.01.01)               | Așezare fortificată                                                                                   | municipiul Sfântu Gheorghe                           | Cetatea Cocostârcului (Gémvára), la 2 km V de oraș, pe malul pârâului Debren | Eneolitic, Cultura Cucuteni-Ariușd                              | Încarcă foto \| video | Raportează eroare |
| CV-I-m-B-13029.02 (RAN: 63401.01.02)               | Așezare fortificată                                                                                   | municipiul Sfântu Gheorghe                           | Cetatea Cocostârcului (Gémvára), la 2 km V de oraș, pe malul pârâului Debren | Epoca bronzului, Cultura Wietenberg                             | Încarcă foto \| video | Raportează eroare |
| CV-I-s-B-13030 (RAN: 63401.03)                     | Situl arheologic de la Sfântu Gheorghe, punct „Avasalja”                                              | municipiul Sfântu Gheorghe                           | „Avasalja” |                                                                 | Încarcă foto \| video | Raportează eroare |
| CV-I-m-B-13030.01                                  | Așezare                                                                                               | municipiul Sfântu Gheorghe                           | „Avasalja” | Epoca bronzului, Cultura Wietenberg                             | Încarcă foto \| video | Raportează eroare |
| CV-I-m-B-13030.02                                  | Așezare                                                                                               | municipiul Sfântu Gheorghe                           | „Avasalja” | Hallstatt timpuriu                                              | Încarcă foto \| video | Raportează eroare |
| CV-I-m-B-13030.03                                  | Mormânt scitic                                                                                        | municipiul Sfântu Gheorghe                           | „Avasalja” | Epoca migrațiilor                                               | Încarcă foto \| video | Raportează eroare |
| CV-I-m-A-13031.04                                  | Așezare                                                                                               | municipiul Sfântu Gheorghe                           | „Eprestetö”, lângă gară | Epoca migrațiilor, Cultura Sântana de Mureș-Cerneahov           | Încarcă foto \| video | Raportează eroare |
| CV-I-s-A-13031 (RAN: 63401.04)                     | Situl arheologic de la Sfîntu Gheorghe, punct „Epresteto”                                             | municipiul Sfântu Gheorghe                           | „Eprestetö” |                                                                 | Încarcă foto \| video | Raportează eroare |
| CV-I-m-A-13031.01 (RAN: 63401.04.02)               | Așezare daco-romană                                                                                   | municipiul Sfântu Gheorghe                           | „Eprestetö”, lângă gară | sec. III - IV p. Chr., Epoca daco-romană                        | Încarcă foto \| video | Raportează eroare |
| CV-I-m-A-13031.02 (RAN: 63401.04.01)               | Necropolă de incinerație                                                                              | municipiul Sfântu Gheorghe                           | „Eprestetö”, lângă gară | Latène, Cultura geto-dacică                                     | Încarcă foto \| video | Raportează eroare |
| CV-I-m-A-13031.03                                  | Așezare                                                                                               | municipiul Sfântu Gheorghe                           | „Eprestetö” | sec. X - XI                                                     | Încarcă foto \| video | Raportează eroare |
| CV-I-s-A-13032 (RAN: 63401.05)                     | Situl arheologic de la Sfântu Gheorghe, punct „Bedehaza”                                              | municipiul Sfântu Gheorghe                           | „Bedeháza” |                                                                 | Încarcă foto \| video | Raportează eroare |
| CV-I-m-A-13032.01 (RAN: 63401.05.04)               | Așezarea medievală timpurie de la Sfântu Gheorghe                                                     | municipiul Sfântu Gheorghe                           | „Bedeháza”, pe malul stâng al Oltului, spre Ghidfalău | sec. XII, Epoca medievală timpurie                              | Încarcă foto \| video | Raportează eroare |
| CV-I-m-A-13032.02 (RAN: 63401.05.03)               | Așezare                                                                                               | municipiul Sfântu Gheorghe                           | „Bedeháza”, pe malul stâng al Oltului, spre Ghidfalău | Latène, Cultura geto-dacică                                     | Încarcă foto \| video | Raportează eroare |
| CV-I-m-A-13032.03 (RAN: 63401.05.02)               | Așezare                                                                                               | municipiul Sfântu Gheorghe                           | „Bedeháza”, pe malul stâng al Oltului, spre Ghidfalău | Epoca bronzului, Cultura Wietenberg                             | Încarcă foto \| video | Raportează eroare |
| CV-I-m-A-13032.04 (RAN: 63401.05.01)               | Așezare                                                                                               | municipiul Sfântu Gheorghe                           | „Bedeháza”, pe malul stâng al Oltului, spre Ghidfalău | Neolitic timpuriu, Cultura Starčevo - Criș                      | Încarcă foto \| video | Raportează eroare |
| CV-I-s-A-13033 (RAN: 63401.02)                     | Așezare                                                                                               | municipiul Sfântu Gheorghe                           | „Templomdomb”, dealul Bisericii Reformate, pe terasa de S a dealului, îndreptul Străzii Várgödre | sec. X - XII, Epoca medievală timpurie                          | Încarcă foto \| video | Raportează eroare |
| CV-I-s-B-13034 (RAN: 64363.01)                     | Situl arheologic de la Angheluș, punct „Templomnyir”                                                  | sat Angheluș; comuna Ghidfalău                       | „Templomnyír” („Mestecănișul bisericii”), la extremitatea nordică a intravilanului | Epoca medievală timpurie                                        | Încarcă foto \| video | Raportează eroare |
| CV-I-m-B-13034.01 (RAN: 64363.01.03)               | Așezare                                                                                               | sat Angheluș; comuna Ghidfalău                       | „Templomnyír” („Mestecănișul bisericii”), la extremitatea nordică a intravilanului | sec. XII - XIII, Epoca medievală timpurie                       | Încarcă foto \| video | Raportează eroare |
| CV-I-m-B-13034.02 (RAN: 64363.01.02)               | Așezare                                                                                               | sat Angheluș; comuna Ghidfalău                       | „Templomnyír” („Mestecănișul bisericii”), la extremitatea nordică a intravilanului | sec. VII - VIII, Epoca migrațiilor                              | Încarcă foto \| video | Raportează eroare |
| CV-I-m-B-13034.03 (RAN: 64363.01.01)               | Așezare                                                                                               | sat Angheluș; comuna Ghidfalău                       | „Templomnyír” („Mestecănișul bisericii”), la extremitatea nordică a intravilanului | Latène, Cultura geto-dacică                                     | Încarcă foto \| video | Raportează eroare |
| CV-I-s-B-13035 (RAN: 64363.02)                     | Situl arheologic de la Angheluș, punct „Vatra satului”                                                | sat Angheluș; comuna Ghidfalău                       | Vatra satului | sec. II - III p. Chr., Epoca romană                             | Încarcă foto \| video | Raportează eroare |
| CV-I-m-B-13035.01 (RAN: 64363.02.03)               | Ateliere meșteșugărești                                                                               | sat Angheluș; comuna Ghidfalău                       | Vatra satului | sec. II - III p. Chr., Epoca romană                             | Încarcă foto \| video | Raportează eroare |
| CV-I-m-B-13035.02 (RAN: 64363.02.02)               | Necropolă                                                                                             | sat Angheluș; comuna Ghidfalău                       | Vatra satului | sec. II - III p. Chr., Epoca romană                             | Încarcă foto \| video | Raportează eroare |
| CV-I-m-B-13035.03 (RAN: 64363.02.01)               | Așezare                                                                                               | sat Angheluș; comuna Ghidfalău                       | Vatra satului | sec. II - III p. Chr., Epoca romană                             | Încarcă foto \| video | Raportează eroare |
| CV-I-s-A-13036 (RAN: 64960.01)                     | Situl arheologic de la Ariușd                                                                         | sat Ariușd; comuna Vâlcele                           | „Dealul Tyiszk” 45.78661°N 25.67274°E | Eneolitic, Cultura Cucuteni - Ariușd                            | Încarcă foto \| video | Raportează eroare |
| CV-I-s-A-13037 (RAN: 64960.02)                     | Situl arheologic de la Ariușd                                                                         | sat Ariușd; comuna Vâlcele                           | Dealul „Csókás” |                                                                 | Încarcă foto \| video | Raportează eroare |
| CV-I-m-A-13037.01 (RAN: 64960.02.04)               | Fortificație                                                                                          | sat Ariușd; comuna Vâlcele                           | Dealul „Csókás”, la extremitatea nordică a intravilanului, pe malul drept al Oltului | sec. XII - XIII, Epoca medievală                                | Încarcă foto \| video | Raportează eroare |
| CV-I-m-A-13037.02 (RAN: 64960.02.01)               | Așezare                                                                                               | sat Ariușd; comuna Vâlcele                           | Dealul „Csókás”, la extremitatea nordică a intravilanului, pe malul drept al Oltului | Hallstatt                                                       | Încarcă foto \| video | Raportează eroare |
| CV-I-s-B-13038 (RAN: 63456.01)                     | Așezarea romană de la Baraolt, punct terasa „Véczerfarka”                                             | oraș Baraolt                                         | Terasa „Véczerfarka”, pe dealul Véczer | sec. II - III p. Chr., Epoca romană                             | Încarcă foto \| video | Raportează eroare |
| CV-I-s-A-13039 (RAN: 63456.02)                     | Situl arheologic de la Baraolt, punct „Nagyerdoalja”                                                  | oraș Baraolt                                         | Dealul „Nagyerdõalja”, pe malul drept al râului Baraolt | sec. IX - XI                                                    | Încarcă foto \| video | Raportează eroare |
| CV-I-m-A-13039.01 (RAN: 63456.02.04)               | Așezarea medievală de la Baraolt                                                                      | oraș Baraolt                                         | Dealul „Nagyerdõalja”, pe malul drept al râului Baraolt 46.07435°N 25.6385°E | sec. IX - XI, Epoca medievală timpurie                          | Încarcă foto \| video | Raportează eroare |
| CV-I-m-A-13039.02 (RAN: 63456.02.02)               | Așezare                                                                                               | oraș Baraolt                                         | Dealul „Nagyerdõalja”, pe malul drept al râului Baraolt 46.07435°N 25.6385°E | Hallstatt                                                       | Încarcă foto \| video | Raportează eroare |
| CV-I-m-A-13039.03 (RAN: 63456.02.03)               | Așezare                                                                                               | oraș Baraolt                                         | Dealul „Nagyerdõalja”, pe malul drept al râului Baraolt 46.07435°N 25.6385°E | Latène, Cultura geto-dacică                                     | Încarcă foto \| video | Raportează eroare |
| CV-I-m-A-13039.04 (RAN: 63456.02.01)               | Așezare                                                                                               | oraș Baraolt                                         | Dealul „Nagyerdõalja”, pe malul drept al râului Baraolt 46.07435°N 25.6385°E | Epoca bronzului, Cultura Wietenberg, Cultura Noua               | Încarcă foto \| video | Raportează eroare |
| CV-I-s-B-13040 (RAN: 63642.01)                     | Așezarea neolitică de la Barcani                                                                      | sat Barcani; comuna Barcani                          | Cartier Costanda | Neolitic                                                        | Încarcă foto \| video | Raportează eroare |
| CV-I-s-A-13041 (RAN: 63465.01)                     | Situl arheologic de la Biborțeni, punct „Cetatea Tiborc”                                              | sat aparținător Biborțeni; oraș Baraolt              | „Cetatea Tiborc” | sec. XII - XIII                                                 | Încarcă foto \| video | Raportează eroare |
| CV-I-m-A-13041.01 (RAN: 63465.01.01, 63465.01.02)  | Așezare                                                                                               | sat aparținător Biborțeni; oraș Baraolt              | „Cetatea Tiborc” | Latène                                                          | Încarcă foto \| video | Raportează eroare |
| CV-I-m-A-13041.02 (RAN: 63465.01.03)               | Așezare                                                                                               | sat aparținător Biborțeni; oraș Baraolt              | „Cetatea Tiborc” | Epoca bronzului                                                 | Încarcă foto \| video | Raportează eroare |
| CV-I-m-A-13041.03 (RAN: 63465.01.04)               | Fortificație                                                                                          | sat aparținător Biborțeni; oraș Baraolt              | „Cetatea Tiborc” | sec. XII - XIII, Epoca medievală                                | Încarcă foto \| video | Raportează eroare |
| CV-I-s-B-13042 (RAN: 63465.02)                     | Situl arheologic de la Biborțeni                                                                      | sat aparținător Biborțeni; oraș Baraolt              | La 3 km de Baraolt, pe malul stâng al pârâului Dongo | Paleolitic-Musterian                                            | Încarcă foto \| video | Raportează eroare |
| CV-I-s-A-13044 (RAN: 64522.01)                     | Situl arheologic de la Bixad                                                                          | sat Bixad; comuna Bixad                              | „Cetatea - Vápa” la 2,5 km sud-vest de Bixad, pe malul drept al Oltului 46.10209°N 25.8485°E |                                                                 | Încarcă foto \| video | Raportează eroare |
| CV-I-m-A-13044.01 (RAN: 64522.01.03)               | Fortificație                                                                                          | sat Bixad; comuna Bixad                              | „Cetatea - Vápa” la 2,5 km sud-vest de Bixad, pe malul drept al Oltului 46.10209°N 25.8485°E | sec. XIII - XIV, Epoca medievală                                | Încarcă foto \| video | Raportează eroare |
| CV-I-m-A-13044.02 (RAN: 64522.01.02)               | Așezare                                                                                               | sat Bixad; comuna Bixad                              | „Cetatea - Vápa” la 2,5 km sud-vest de Bixad, pe malul drept al Oltului 46.10209°N 25.8485°E | Latène, Cultura geto-dacică                                     | Încarcă foto \| video | Raportează eroare |
| CV-I-m-A-13044.03 (RAN: 64522.01.01)               | Așezare                                                                                               | sat Bixad; comuna Bixad                              | „Cetatea - Vápa” la 2,5 km sud-vest de Bixad, pe malul drept al Oltului 46.10209°N 25.8485°E | Eneolitic, Cultura Cucuteni - Ariușd                            | Încarcă foto \| video | Raportează eroare |
| CV-I-m-A-13044.04                                  | Așezare                                                                                               | sat Bixad; comuna Bixad                              | „Cetatea - Vápa” la 2,5 km sud-vest de Bixad, pe malul drept al Oltului | Epoca bronzului, Cultura Wietenberg                             | Încarcă foto \| video | Raportează eroare |
| CV-I-s-B-13045 (RAN: 64522.02)                     | Fortificația medievală de la Bixad, punct „Cetatea Șoimilor”                                          | sat Bixad; comuna Bixad                              | Cetatea „Șoimilor”, pe dealul Piatra Șoimilor, la confluența Oltului cu pârâul Calului | sec. XIV - XV, Epoca medievală                                  | Încarcă foto \| video | Raportează eroare |
| CV-I-s-A-13046 (RAN: 63900.01)                     | Situl arheologic de la Bodoc, punct vârful „Kincsasteto”                                              | sat Bodoc; comuna Bodoc                              | Vârful cu Comoară (Kincsástetõ), pe Muntele Bodoc (1053 m), la 7 km nord |                                                                 | Încarcă foto \| video | Raportează eroare |
| CV-I-m-A-13046.01 (RAN: 63900.01.02)               | Fortificația cu incintă „Kincsástetõ”                                                                 | sat Bodoc; comuna Bodoc                              | Vârful cu Comoară (Kincsástetõ), pe Muntele Bodoc (1053 m), la 7 km nord | sec. XIII - XIV, Epoca medievală                                | Încarcă foto \| video | Raportează eroare |
| CV-I-m-A-13046.02 (RAN: 63900.01.01)               | Așezare                                                                                               | sat Bodoc; comuna Bodoc                              | Vârful cu Comoară (Kincsástetõ), pe Muntele Bodoc (1053 m), la 7 km nord | Hallstatt                                                       | Încarcă foto \| video | Raportează eroare |
| CV-I-s-A-13047 (RAN: 63946.01)                     | Castrul militar și așezarea romană de la Boroșneu Mare                                                | sat Boroșneu Mare; comuna Boroșneu Mare              | În curtea conacului Kökösi, în partea de NV a satului 45.84386°N 26.01698°E | Epoca romană                                                    | Alte imagini          | Raportează eroare |
| CV-I-m-A-13047.01 (RAN: 63946.01.02)               | Așezare                                                                                               | sat Boroșneu Mare; comuna Boroșneu Mare              | În curtea conacului Kökösi, în partea de NV a satului | sec. II - III p. Chr., Epoca romană                             | Încarcă foto \| video | Raportează eroare |
| CV-I-m-A-13047.02 (RAN: 63946.01.01)               | Castru militar                                                                                        | sat Boroșneu Mare; comuna Boroșneu Mare              | În curtea conacului Kökösi, în partea de NV a satului | sec. II - III p. Chr., Epoca romană                             | Încarcă foto \| video | Raportează eroare |
| CV-I-s-A-13048 (RAN: 63955.01)                     | Situl arheologic de la Boroșneu Mic                                                                   | sat Boroșneu Mic; comuna Boroșneu Mare               | Cetatea Viezurei (Borzvára), pe un vârf de deal la marginea satului. 45.765°N 25.993°E |                                                                 | Încarcă foto \| video | Raportează eroare |
| CV-I-m-A-13048.01 (RAN: 63955.01.03)               | Fortificație „Borzvára” (Cetatea Viezurei)                                                            | sat Boroșneu Mic; comuna Boroșneu Mare               | Cetatea Viezurei (Borzvára), pe un vârf de deal la marginea satului. | Epoca medievală                                                 | Încarcă foto \| video | Raportează eroare |
| CV-I-m-A-13048.02 (RAN: 63955.01.02)               | Fortificație                                                                                          | sat Boroșneu Mic; comuna Boroșneu Mare               | Cetatea Viezurei (Borzvára), pe un vârf de deal la marginea satului. | Latène, Cultura geto-dacică                                     | Încarcă foto \| video | Raportează eroare |
| CV-I-m-A-13048.03 (RAN: 63955.01.01)               | Așezare                                                                                               | sat Boroșneu Mic; comuna Boroșneu Mare               | Cetatea Viezurei (Borzvára), pe un vârf de deal la marginea satului. | Eneolitic, Cultura Cucuteni - Ariușd                            | Încarcă foto \| video | Raportează eroare |
| CV-I-m-A-13048.04                                  | Așezare                                                                                               | sat Boroșneu Mic; comuna Boroșneu Mare               | Cetatea Viezurei (Borzvára), pe un vârf de deal la marginea satului. | Epoca bronzului, Cultura Schneckenberg                          | Încarcă foto \| video | Raportează eroare |
| CV-I-s-B-13049 (RAN: 64014.01)                     | Așezarea romană de la Brateș                                                                          | sat Brateș; comuna Brateș                            | În vatra satului | sec. II - III p. Chr., Epoca romană                             | Încarcă foto \| video | Raportează eroare |
| CV-I-s-A-13050 (RAN: 64103.01)                     | Situl arheologic de la Brețcu, punct „Cetatea Veneturné”                                              | sat Brețcu; comuna Brețcu                            | Cetatea „Veneturné”, la vărsarea pârâului Brețcu în Râul Negru 46.051°N 26.3128°E |                                                                 | Alte imagini          | Raportează eroare |
| CV-I-m-A-13050.01 (RAN: 64103.01.02)               | Așezarea civilă                                                                                       | sat Brețcu; comuna Brețcu                            | Cetatea „Veneturné”, la vărsarea pârâului Brețcu în Râul Negru | sec. II - III p. Chr., Epoca romană                             | Încarcă foto \| video | Raportează eroare |
| CV-I-m-A-13050.02 (RAN: 64103.01.01)               | Castrul roman Angustia                                                                                | sat Brețcu; comuna Brețcu                            | Cetatea „Veneturné”, la vărsarea pârâului Brețcu în Râul Negru | sec. II - III p. Chr., Epoca romană                             | Încarcă foto \| video | Raportează eroare |
| CV-I-s-A-13051 (RAN: 64103.02)                     | Termele romane de la Brețcu                                                                           | sat Brețcu; comuna Brețcu                            | La 200 m de Cetatea Veneturné | sec. II - III p. Chr., Epoca romană                             | Încarcă foto \| video | Raportează eroare |
| CV-I-s-A-13052 (RAN: 64103.03)                     | Canabele castrului roman Angustia                                                                     | sat Brețcu; comuna Brețcu                            | între sat și Cetatea Lupului („Farkasvár”) | sec. II - III p. Chr., Epoca romană                             | Încarcă foto \| video | Raportează eroare |
| CV-I-s-A-13053 (RAN: 64201.01)                     | Situl arheologic de la Cernat, punct „Aranydomb”                                                      | sat Cernat; comuna Cernat                            | Dealul de Aur (Aranydomb) |                                                                 | Încarcă foto \| video | Raportează eroare |
| CV-I-m-A-13053.01 (RAN: 64201.01.04)               | Așezare                                                                                               | sat Cernat; comuna Cernat                            | Dealul de Aur (Aranydomb) | sec. V - VI, Epoca migrațiilor                                  | Încarcă foto \| video | Raportează eroare |
| CV-I-m-A-13053.02 (RAN: 64201.01.03)               | Așezare                                                                                               | sat Cernat; comuna Cernat                            | Dealul de Aur (Aranydomb) | Latène, Cultura geto-dacică                                     | Încarcă foto \| video | Raportează eroare |
| CV-I-m-A-13053.03 (RAN: 64201.01.02)               | Așezare                                                                                               | sat Cernat; comuna Cernat                            | Dealul de Aur (Aranydomb) | Epoca bronzului                                                 | Încarcă foto \| video | Raportează eroare |
| CV-I-m-A-13053.04 (RAN: 64201.01.01)               | Așezare                                                                                               | sat Cernat; comuna Cernat                            | Dealul de Aur (Aranydomb) | Neolitic timpuriu, Cultura Starèevo - Criș                      | Încarcă foto \| video | Raportează eroare |
| CV-I-s-B-13054 (RAN: 64201.02)                     | Așezare                                                                                               | sat Cernat; comuna Cernat                            | „Bélamezeje”(„Câmpul lui Béla”) | Latène, Cultura geto-dacică                                     | Încarcă foto \| video | Raportează eroare |
| CV-I-s-A-13055 (RAN: 64201.03, 64201.18)           | Ruinele bisericii romanice                                                                            | sat Cernat; comuna Cernat                            | „Grădina Sfântă” (Szentkert) | sec. XIII, Epoca medievală timpurie                             | Încarcă foto \| video | Raportează eroare |
| CV-I-s-A-13056 (RAN: 64201.05)                     | Situl arheologic de la Cernat, punct „Vârful Ascuțit”                                                 | sat Cernat; comuna Cernat                            | „Vârful Ascuțit” (Hegyestetõ), la NV intravilanului, la cca. 2 km de sat |                                                                 | Încarcă foto \| video | Raportează eroare |
| CV-I-m-A-13056.01 (RAN: 64201.05.02)               | Fortificație                                                                                          | sat Cernat; comuna Cernat                            | „Vârful Ascuțit” (Hegyestetõ), la NV intravilanului, la cca. 2 km de sat | Hallstatt                                                       | Încarcă foto \| video | Raportează eroare |
| CV-I-m-A-13056.02 (RAN: 64201.05.03, 64201.05.04)  | Așezare fortificată                                                                                   | sat Cernat; comuna Cernat                            | „Vârful Ascuțit” (Hegyestetõ), la NV intravilanului, la cca. 2 km de sat 45.96623°N 26.02197°E | Latène, Cultura geto-dacică                                     | Încarcă foto \| video | Raportează eroare |
| CV-I-m-A-13056.03 (RAN: 64201.05.01)               | Așezare                                                                                               | sat Cernat; comuna Cernat                            | „Vârful Ascuțit” (Hegyestetõ), la NV intravilanului, la cca. 2 km de sat | Eneolitic, Cultura Cucuteni - Ariușd                            | Încarcă foto \| video | Raportează eroare |
| CV-I-s-A-13057 (RAN: 64782.02)                     | Castellum de la Comolău                                                                               | sat Comolău; comuna Reci                             | „Cetatea” (Vár) la NV de sat, lângă DN Brașov - Bacău, pe malul drept al râului Negru (Fekete Ügy) 45.84437°N 25.90187°E | sec. II - III p. Chr., Epoca romană                             | Încarcă foto \| video | Raportează eroare |
| CV-I-s-A-13058 (RAN: 63535.01)                     | Situl arheologic de la Covasna, „Cetatea Zânelor”                                                     | oraș Covasna                                         | „Valea Zânelor”, la 6 km de Covasna, pe dealul Florilor (930 m) 45.82816°N 26.22519°E |                                                                 |                       | Raportează eroare |
| CV-I-m-A-13058.01                                  | Fortificație                                                                                          | oraș Covasna                                         | „Valea Zânelor”, la 6 km de Covasna, pe dealul Florilor (930 m) | sec. I a. Chr.-I p. Chr., Latène, Cultura geto-dacică           |                       | Raportează eroare |
| CV-I-m-A-13058.02                                  | Așezare                                                                                               | oraș Covasna                                         | „Valea Zânelor”, la 6 km de Covasna, pe dealul Florilor (930 m) | Hallstatt                                                       |                       | Raportează eroare |
| CV-I-m-A-13058.03                                  | Așezare                                                                                               | oraș Covasna                                         | „Valea Zânelor”, la 6 km de Covasna, pe dealul Florilor (930 m) | Epoca bronzului                                                 |                       | Raportează eroare |
| CV-I-s-B-13059 (RAN: 64069.01)                     | Situl arheologic de la Doboșeni                                                                       | sat Doboșeni; comuna Brăduț                          | Dealul „borvízoldal” la extremitatea vestică a satului |                                                                 | Încarcă foto \| video | Raportează eroare |
| CV-I-m-B-13059.01 (RAN: 64069.01.02)               | Așezare                                                                                               | sat Doboșeni; comuna Brăduț                          | Dealul „borvízoldal” la extremitatea vestică a satului | Latène, Cultura geto-dacică                                     | Încarcă foto \| video | Raportează eroare |
| CV-I-m-B-13059.02 (RAN: 64069.01.01)               | Așezare                                                                                               | sat Doboșeni; comuna Brăduț                          | Dealul „borvízoldal” la extremitatea vestică a satului | Eneolitic, Cultura Cucuteni - Ariușd                            | Încarcă foto \| video | Raportează eroare |
| CV-I-s-B-13067 (RAN: 64577.01)                     | Situl arheologic de la Moacșa                                                                         | sat Eresteghin; comuna Moacșa                        | „Lencséskút” (Fântâna cu linte), cătunul Eresteghin, la SV de sat |                                                                 | Încarcă foto \| video | Raportează eroare |
| CV-I-m-B-13067.01 (RAN: 64577.01.02)               | Ruine biserică                                                                                        | sat Eresteghin; comuna Moacșa                        | „Lencséskút” (Fântâna cu linte), cătunul Eresteghin, la SV de sat | sec. XIII - XIV, Epoca medievală timpurie                       | Încarcă foto \| video | Raportează eroare |
| CV-I-m-B-13067.02 (RAN: 64577.01.01)               | Așezare                                                                                               | sat Eresteghin; comuna Moacșa                        | „Lencséskút” (Fântâna cu linte), cătunul Eresteghin, la SV de sat | Neolitic, Cultura Boian                                         | Încarcă foto \| video | Raportează eroare |
| CV-I-s-B-13068 (RAN: 64577.02)                     | Așezare                                                                                               | sat Eresteghin; comuna Moacșa                        | Cătunul Eresteghin „La Valea de Dinainte”, pe terasa dreaptă a Beșeneului | Latène, Cultura geto-dacică                                     | Încarcă foto \| video | Raportează eroare |
| CV-I-s-B-13060 (RAN: 64434.01)                     | Așezarea Latène de la Ilieni                                                                          | sat Ilieni; comuna Ilieni                            | „Kerekesvas”, la V de sat | Latène, Cultura geto-dacică                                     | Încarcă foto \| video | Raportează eroare |
| CV-I-s-A-13061 (RAN: 64470.01)                     | Cetatea Almașului                                                                                     | sat Lemnia; comuna Lemnia                            | La 8 km nord de sat, pe malul pârâului Lemnia Mare | sec. XIV - XV, Epoca medievală                                  | Încarcă foto \| video | Raportează eroare |
| CV-I-s-A-13062 (RAN: 63973.01)                     | Situl arheologic de la Leț                                                                            | sat Leț; comuna Boroșneu Mare                        | „Várhegy” (Dealul cetății), (574,8 m), la 1 km S de sat 45.8442°N 26.01692°E |                                                                 | Încarcă foto \| video | Raportează eroare |
| CV-I-m-A-13062.01 (RAN: 63973.01.05)               | Fortificație                                                                                          | sat Leț; comuna Boroșneu Mare                        | „Várhegy” (Dealul cetății), (574,8 m), la 1 km S de sat 45.8442°N 26.01692°E | sec. XIV, Epoca medievală                                       | Încarcă foto \| video | Raportează eroare |
| CV-I-m-A-13062.02 (RAN: 63973.01.04)               | Așezare                                                                                               | sat Leț; comuna Boroșneu Mare                        | „Várhegy” (Dealul cetății), (574,8 m), la 1 km S de sat 45.8442°N 26.01692°E | Latène, Cultura geto-dacică                                     | Încarcă foto \| video | Raportează eroare |
| CV-I-m-A-13062.03 (RAN: 63973.01.03)               | Așezare                                                                                               | sat Leț; comuna Boroșneu Mare                        | „Várhegy” (Dealul cetății), (574,8 m), la 1 km S de sat 45.8442°N 26.01692°E | Hallstatt                                                       | Încarcă foto \| video | Raportează eroare |
| CV-I-m-A-13062.04 (RAN: 63973.01.02)               | Așezare                                                                                               | sat Leț; comuna Boroșneu Mare                        | „Várhegy” (Dealul cetății), (574,8 m), la 1 km S de sat 45.8442°N 26.01692°E | Epoca bronzului                                                 | Încarcă foto \| video | Raportează eroare |
| CV-I-m-A-13062.05 (RAN: 63973.01.01, 63973.01.08)  | Așezare                                                                                               | sat Leț; comuna Boroșneu Mare                        | „Várhegy” (Dealul cetății), (574,8 m), la 1 km S de sat 45.8442°N 26.01692°E | Neolitic                                                        | Încarcă foto \| video | Raportează eroare |
| CV-I-m-A-13062.06                                  | Așezare                                                                                               | sat Leț; comuna Boroșneu Mare                        | „Várhegy” (Dealul cetății), (574,8 m), la 1 km S de sat | sec. II - III p. Chr, Epoca romană                              | Încarcă foto \| video | Raportează eroare |
| CV-I-m-A-13062.07                                  | Fortificație                                                                                          | sat Leț; comuna Boroșneu Mare                        | „Várhegy” (Dealul cetății), (574,8 m), la 1 km S de sat | Sec. XVII - XVIII, Epoca medievală târzie                       | Încarcă foto \| video | Raportează eroare |
| CV-I-s-A-13063 (RAN: 64489.01)                     | Cetatea Ciuchian (Csuklyán)                                                                           | sat Lutoasa; comuna Lemnia                           | pe malul drept al pârâului Lemnia Mică, Varpataka | Epoca bronzului, Cultura Wietenberg                             | Încarcă foto \| video | Raportează eroare |
| CV-I-s-A-13064 (RAN: 64531.01)                     | Situl arheologic de la Malnaș                                                                         | sat Malnaș; comuna Malnaș                            | La capătul sudic al satului | sec. XII - XIII, Epoca medievală timpurie                       | Încarcă foto \| video | Raportează eroare |
| CV-I-s-A-13065 (RAN: 64531.02, 64540.02)           | Situl arheologic de la Malnaș băi                                                                     | sat Malnaș-Băi; comuna Malnaș                        | „Füvenyestető” (Dealul Nisipos), la cca. 800 m V de centrul localității | Eneolitic, Cultura Cucuteni - Ariușd                            | Încarcă foto \| video | Raportează eroare |
| CV-I-s-B-13066 (RAN: 64693.01)                     | Așezarea romană de la Măgheruș                                                                        | sat Măgheruș; comuna Ozun                            | „Verestorony” | sec. II - III p. Chr., Epoca romană                             | Încarcă foto \| video | Raportează eroare |
| CV-I-s-B-13069 (RAN: 64577.03)                     | Așezare                                                                                               | sat Moacșa; comuna Moacșa                            | „Veresmart” | sec. II - III p. Chr., Epoca romană                             | Încarcă foto \| video | Raportează eroare |
| CV-I-s-B-13070 (RAN: 64121.01)                     | Situl arheologic de la Oituz                                                                          | sat Oituz; comuna Brețcu                             | La extremitatea nordică a intravillanului, pe malul stâng al Oituzului | sec. I a. Chr.-I p. Chr., Latène, Cultura geto-dacică           | Încarcă foto \| video | Raportează eroare |
| CV-I-s-A-13071 (RAN: 64121.02)                     | Situl „Cetatea Rákoczy”                                                                               | sat Oituz; comuna Brețcu                             | În gura pasului Oituz, pe vârful Muntelui Rakottyás 46.08617°N 26.40068°E | sec. XV - XX                                                    | Alte imagini          | Raportează eroare |
| CV-I-m-A-13071.01                                  | Cetatea Rákoczy                                                                                       | sat Oituz; comuna Brețcu                             | În gura pasului Oituz, pe vârful Muntelui Rakottyás | sec. XV - XVIII, Epoca medievală                                | Încarcă foto \| video | Raportează eroare |
| CV-I-m-A-13071.02                                  | Fortificație                                                                                          | sat Oituz; comuna Brețcu                             | În gura pasului Oituz, pe vârful Muntelui Rakottyás | sec. XIX - XX                                                   | Încarcă foto \| video | Raportează eroare |
| CV-I-s-A-13072 (RAN: 63919.01)                     | Situl arheologic de la Olteni, punct „Leánykavár”                                                     | sat Olteni; comuna Bodoc                             | Cetatea Fetei (Leánykavár) la NE de sat, pe malul stâng al Oltului 45.97437°N 25.84721°E |                                                                 | Încarcă foto \| video | Raportează eroare |
| CV-I-m-A-13072.01 (RAN: 63919.01.02)               | Așezare fortificată                                                                                   | sat Olteni; comuna Bodoc                             | Cetatea Fetei (Leánykavár) la NE de sat, pe malul stâng al Oltului | Latène                                                          | Încarcă foto \| video | Raportează eroare |
| CV-I-m-A-13072.02 (RAN: 63919.01.01)               | Așezare                                                                                               | sat Olteni; comuna Bodoc                             | Cetatea Fetei (Leánykavár) la NE de sat, pe malul stâng al Oltului | Neolitic                                                        | Încarcă foto \| video | Raportează eroare |
| CV-I-s-A-13073 (RAN: 63919.02)                     | Situl arheologic de la Olteni                                                                         | sat Olteni; comuna Bodoc                             | În grădina castelului Miko, la N de sat, pe malul drept al Oltului 45.97095°N 25.84962°E | sec. II - III p. Chr., Epoca romană                             |                       | Raportează eroare |
| CV-I-s-B-13074 (RAN: 64728.01)                     | Așezarea romană de la Poian                                                                           | sat Poian; comuna Poian                              | Vatra satului | sec. II - III p. Chr., Epoca romană                             | Încarcă foto \| video | Raportează eroare |
| CV-I-s-A-13075 (RAN: 64728.02)                     | Situl arheologic de la Poian, punct „Kokat”                                                           | sat Poian; comuna Poian                              | „Kőhát” (Panta de Piatră), la extremitatea de nord a satului |                                                                 | Încarcă foto \| video | Raportează eroare |
| CV-I-m-A-13075.01 (RAN: 64728.02.04)               | Așezare                                                                                               | sat Poian; comuna Poian                              | „Kőhát” (Panta de Piatră), la extremitatea de nord a satului | sec. IX - X, Epoca medievală timpurie                           | Încarcă foto \| video | Raportează eroare |
| CV-I-m-A-13075.02 (RAN: 64728.02.03)               | Așezare                                                                                               | sat Poian; comuna Poian                              | „Kőhát” (Panta de Piatră), la extremitatea de nord a satului | sec. VI, Epoca migrațiilor                                      | Încarcă foto \| video | Raportează eroare |
| CV-I-m-A-13075.03 (RAN: 64728.02.02)               | Așezare                                                                                               | sat Poian; comuna Poian                              | „Kőhát” (Panta de Piatră), la extremitatea de nord a satului | Latène, Cultura geto-dacică                                     | Încarcă foto \| video | Raportează eroare |
| CV-I-m-A-13075.04 (RAN: 64728.02.01)               | Așezare                                                                                               | sat Poian; comuna Poian                              | „Kőhát” (Panta de Piatră), la extremitatea de nord a satului | Epoca bronzului târziu, Cultura Noua                            | Încarcă foto \| video | Raportează eroare |
| CV-I-s-A-13076 (RAN: 63508.01, 65002.01)           | Cetatea Rika de la Racoșul de Sus                                                                     | sat aparținător Racoșul de Sus; oraș Baraolt         | Dealul „Hegyes” 46.10222°N 25.50917°E | sec. XII, Epoca medievală timpurie                              | Încarcă foto \| video | Raportează eroare |
| CV-I-s-A-13077 (RAN: 64782.01)                     | Situl arheologic de la Reci, punct „Telek”                                                            | sat Reci; comuna Reci                                | „Telek”, pe malul drept al Râului Negru, la 400 m est de biserica reformată 45.84095°N 25.95272°E |                                                                 | Încarcă foto \| video | Raportează eroare |
| CV-I-m-A-13077.01 (RAN: 64782.01.04)               | Locuire și morminte                                                                                   | sat Reci; comuna Reci                                | „Telek”, pe malul drept al Râului Negru, la 400 m est de biserica reformată 45.84095°N 25.95272°E | Sec. IX - X, Epoca medievală timpurie                           | Încarcă foto \| video | Raportează eroare |
| CV-I-m-A-13077.02 (RAN: 64782.01.03)               | Așezare                                                                                               | sat Reci; comuna Reci                                | „Telek”, pe malul drept al Râului Negru, la 400 m est de biserica reformată 45.84095°N 25.95272°E | Sec. II - III p. Chr., Epoca romană                             | Încarcă foto \| video | Raportează eroare |
| CV-I-m-A-13077.03 (RAN: 64782.01.01)               | Așezare                                                                                               | sat Reci; comuna Reci                                | „Telek”, pe malul drept al Râului Negru, la 400 m est de biserica reformată 45.84095°N 25.95272°E | Latène, Cultura Cucuteni - Ariușd                               | Încarcă foto \| video | Raportează eroare |
| CV-I-m-A-13077.04 (RAN: 64782.01.02)               | Așezare                                                                                               | sat Reci; comuna Reci                                | „Telek”, pe malul drept al Râului Negru, la 400 m est de biserica reformată 45.84095°N 25.95272°E | Neolitic                                                        | Încarcă foto \| video | Raportează eroare |
| CV-I-s-B-13078 (RAN: 64835.01)                     | Așezare                                                                                               | sat Sânzieni; comuna Sânzieni                        | Vatra satului | sec. II - III p. Chr., Epoca romană                             | Încarcă foto \| video | Raportează eroare |
| CV-I-s-B-13080 (RAN: 63759.01)                     | Situl arheologic de la Târgu Secuiesc                                                                 | municipiul Târgu Secuiesc                            | Centrul orașului |                                                                 | Încarcă foto \| video | Raportează eroare |
| CV-I-m-B-13080.01 (RAN: 63759.01.02)               | Apeduct                                                                                               | municipiul Târgu Secuiesc                            | Centrul orașului | sec. II - III p. Chr., Epoca daco-romană                        | Încarcă foto \| video | Raportează eroare |
| CV-I-m-B-13080.02 (RAN: 63759.01.01)               | Necropolă                                                                                             | municipiul Târgu Secuiesc                            | Centrul orașului | sec. II - III p. Chr., Epoca romană                             | Încarcă foto \| video | Raportează eroare |
| CV-I-s-A-13081 (RAN: 64880.01)                     | Situl arheologic de la Turia                                                                          | sat Turia; comuna Turia                              | „Cetatea Turia (Torjávara)”, la 5 km nord-vest de extremitatea nordică a satului Turia |                                                                 | Încarcă foto \| video | Raportează eroare |
| CV-I-m-A-13081.01 (RAN: 64880.01.02)               | Așezare fortificată                                                                                   | sat Turia; comuna Turia                              | „Cetatea Turia (Torjávara)”, la 5 km nord-vest de extremitatea nordică a satului Turia | Hallstatt                                                       | Încarcă foto \| video | Raportează eroare |
| CV-I-m-A-13081.02 (RAN: 64880.01.01)               | Așezare fortificată                                                                                   | sat Turia; comuna Turia                              | „Cetatea Turia (Torjávara)”, la 5 km nord-vest de extremitatea nordică a satului Turia | Epoca bronzului, Cultura Wietenberg                             | Încarcă foto \| video | Raportează eroare |
| CV-I-s-B-13082 (RAN: 64915.01)                     | Situl arheologic de la Valea Crișului, punct „Nyírtető”                                               | sat Valea Crișului; comuna Valea Crișului            | Dealul „Nyírtető” | sec. XII - XIII                                                 | Încarcă foto \| video | Raportează eroare |
| CV-I-m-B-13082.01                                  | Fortificație                                                                                          | sat Valea Crișului; comuna Valea Crișului            | Dealul „Nyírtető” | sec. XII - XIII, Epoca medievală timpurie                       | Încarcă foto \| video | Raportează eroare |
| CV-I-m-B-13082.02                                  | Așezare fortificată                                                                                   | sat Valea Crișului; comuna Valea Crișului            | Dealul „Nyírtető” | Latène                                                          | Încarcă foto \| video | Raportează eroare |
| CV-I-m-B-13082.03                                  | Așezare fortificată                                                                                   | sat Valea Crișului; comuna Valea Crișului            | Dealul „Nyírtető” | Epoca bronzului                                                 | Încarcă foto \| video | Raportează eroare |
| CV-I-s-A-13083 (RAN: 64844.01)                     | Situl arheologic de la Valea Seacă                                                                    | sat Valea Seacă; comuna Sânzieni                     | „Váréle” („Muchia Cetății”), pe un platou la 17 km NV de satul Cașinul Mic |                                                                 | Încarcă foto \| video | Raportează eroare |
| CV-I-m-A-13083.01 (RAN: 64844.01.02)               | Fortificație dacică cu ziduri de incintă                                                              | sat Valea Seacă; comuna Sânzieni                     | „Váréle” („Muchia Cetății”), pe un platou la 17 km NV de satul Cașinul Mic | Latène, Cultura geto-dacică                                     | Încarcă foto \| video | Raportează eroare |
| CV-I-m-A-13083.02 (RAN: 64844.01.01)               | Așezare                                                                                               | sat Valea Seacă; comuna Sânzieni                     | „Váréle” („Muchia Cetății”), pe un platou la 17 km NV de satul Cașinul Mic | Epoca bronzului, Cultura Wietenberg                             | Încarcă foto \| video | Raportează eroare |
| CV-I-s-B-13084 (RAN: 65066.01)                     | Situl arheologic de Zăbala                                                                            | sat Zăbala; comuna Zăbala                            | „Movila Tătarului”, la NV de sat, pe latura dreaptă a drumului care duce la Tamașfalău |                                                                 | Încarcă foto \| video | Raportează eroare |
| CV-I-m-B-13084.01 (RAN: 65066.01.02)               | Necropolă plană de înhumație                                                                          | sat Zăbala; comuna Zăbala                            | „Movila Tătarului”, la NV de sat, pe latura dreaptă a drumului care duce la Tamașfalău 45.88943°N 26.14666°E | sec. XI - XII, Epoca medievală timpurie                         | Încarcă foto \| video | Raportează eroare |
| CV-I-m-B-13084.02 (RAN: 65066.01.01)               | Așezare                                                                                               | sat Zăbala; comuna Zăbala                            | „Movila Tătarului”, la NV de sat, pe latura dreaptă a drumului care duce la Tamașfalău 45.88943°N 26.14666°E | Epoca bronzului târziu, Cultura Noua                            | Încarcă foto \| video | Raportează eroare |
| CV-I-s-A-13085 (RAN: 64354.01)                     | Așezarea de la Zoltan                                                                                 | sat Zoltan; comuna Ghidfalău                         | în extremitatea nordică a intravilanului | Epoca bronzului                                                 | Încarcă foto \| video | Raportează eroare |
| CV-II-a-B-13086                                    | Ansamblul urban „Zona Centrală”                                                                       | municipiul Sfântu Gheorghe                           | N - Str. Bisericii; E - str. Ciucului și Oltului; S - str. Grof Miko Imre și str. Spitalului; V - str. Kossuth Lajos și str. Gabor Aron. |                                                                 | Încarcă foto \| video | Raportează eroare |
| CV-II-a-B-13087                                    | Centrul istoric al municipiului Sfântu Gheoghe                                                        | municipiul Sfântu Gheorghe                           | NE - Str. Voican; E - str. Erege și str. Șoimului; S - str. Varadi Josef; V - str. Cânepii și str. Irinyi Janos; N - str. Borviz. |                                                                 | Încarcă foto \| video | Raportează eroare |
| CV-II-a-B-13088                                    | Ansamblul urban „Cartierul Simeria Veche”                                                             | municipiul Sfântu Gheorghe                           | N - Str. Pădurii și Dozsa György; E - str. Budai Nagy Antal; S - str. József Attila; V - str. Cișmelei. |                                                                 | Încarcă foto \| video | Raportează eroare |
| CV-II-m-B-21104                                    | Primăria Sfântu Gheorghe, corp A                                                                      | municipiul Sfântu Gheorghe                           | Str. 1 Decembrie 1918 2 45.86617°N 25.78774°E |                                                                 |                       | Raportează eroare |
| CV-II-m-B-13089                                    | Fostul Hotel „Hungaria”, azi sediul Oficiului Județean de Poștă                                       | municipiul Sfântu Gheorghe                           | Str. 1 Decembrie 1918 18 45.86473°N 25.79042°E | 1907                                                            |                       | Raportează eroare |
| CV-II-m-B-20982                                    | Casa Horváth                                                                                          | municipiul Sfântu Gheorghe                           | Str. Arcușului 25 | 1929                                                            | Încarcă foto \| video | Raportează eroare |
| CV-II-m-B-13114                                    | Fosta școală confesională ortodoxă                                                                    | municipiul Sfântu Gheorghe                           | Str. Aschermann Vendrei Ferenc 2 | 1872                                                            | Încarcă foto \| video | Raportează eroare |
| CV-II-a-A-13090 (RAN: 63401.30)                    | Cetatea Sfântu Gheorghe                                                                               | municipiul Sfântu Gheorghe                           | Str. Cetății 1 45.87248°N 25.78684°E | sec. XV - XIX                                                   | Alte imagini          | Raportează eroare |
| CV-II-m-A-13090.01 (RAN: 63401.30.02)              | Biserica reformată                                                                                    | municipiul Sfântu Gheorghe                           | Str. Cetății 1 45.8636°N 25.7928°E | sec. XIV, transf. 1547, 1803                                    |                       | Raportează eroare |
| CV-II-m-A-13090.02                                 | Capelă funerară                                                                                       | municipiul Sfântu Gheorghe                           | Str. Cetății 1 | 1968                                                            | Încarcă foto \| video | Raportează eroare |
| CV-II-m-A-13090.03                                 | Fosta școală germană, azi sală confesională a bisericii reformate                                     | municipiul Sfântu Gheorghe                           | Str. Cetății 1 | 1786                                                            | Încarcă foto \| video | Raportează eroare |
| CV-II-m-A-13090.04 (RAN: 63401.30.03)              | Zid de incintă cu turn-clopotniță                                                                     | municipiul Sfântu Gheorghe                           | Str. Cetății 1 | sec. XVI (zid),1761, transf.1829 (turn)                         |                       | Raportează eroare |
| CV-II-m-B-13091                                    | Casa Nagy György                                                                                      | municipiul Sfântu Gheorghe                           | Str. Ciucului 6 45.86632°N 25.78929°E | 1910                                                            |                       | Raportează eroare |
| CV-II-m-A-13092                                    | Casa Gyulai                                                                                           | municipiul Sfântu Gheorghe                           | Str. Ciucului 28 45.86598°N 25.78745°E | înc. sec. XX                                                    |                       | Raportează eroare |
| CV-II-m-B-13093                                    | Conacul Sereséj                                                                                       | municipiul Sfântu Gheorghe                           | Str. Dózsa György 50 45.85669°N 25.76998°E | 1794                                                            |                       | Raportează eroare |
| CV-II-m-A-13094                                    | Fostul Sediu al Scaunelor, azi Biblioteca Județeană Covasna                                           | municipiul Sfântu Gheorghe                           | Str. Gábor Áron 4 45.86559°N 25.78514°E | 1832, transf. 1897, 1902                                        |                       | Raportează eroare |
| CV-II-m-B-13095                                    | Fostul Gimnaziu Reformat de Fete, azi Grupul Școlar „Kos Karoly”                                      | municipiul Sfântu Gheorghe                           | Str. Gábor Áron 26 | 1926 - 1927                                                     | Încarcă foto \| video | Raportează eroare |
| CV-II-m-B-13096                                    | Colegiul Székely Mikó, în corpul din curte a funcționat tipografia Jókai                              | municipiul Sfântu Gheorghe                           | Str. Gróf Mikó Imre 1 45.86603°N 25.78725°E | 1870 - 1892                                                     | Alte imagini          | Raportează eroare |
| CV-II-m-A-13097                                    | Casa Keresztes                                                                                        | municipiul Sfântu Gheorghe                           | Str. Gróf Mikó Imre 9 | 1913                                                            |                       | Raportează eroare |
| CV-II-m-B-13098                                    | Casa Bene                                                                                             | municipiul Sfântu Gheorghe                           | Str. Gróf Mikó Imre 11 | înc. sec. XX                                                    |                       | Raportează eroare |
| CV-II-m-B-13100                                    | Conacul Nagy-Bogáts                                                                                   | municipiul Sfântu Gheorghe                           | Str. József Attila 12 | sf. sec. XIX                                                    | Alte imagini          | Raportează eroare |
| CV-II-m-B-13101 (RAN: 63401.28)                    | Conacul Bora Bededek, azi locuință                                                                    | municipiul Sfântu Gheorghe                           | Str. József Attila 30-32 | sec. XVIII - XIX                                                | Încarcă foto \| video | Raportează eroare |
| CV-II-m-A-13102                                    | Casa Csulak                                                                                           | municipiul Sfântu Gheorghe                           | Str. Konsza Samu 11 | 1924                                                            | Încarcă foto \| video | Raportează eroare |
| CV-II-m-A-13103                                    | Fosta școală elementară reformată, azi clubul elevilor                                                | municipiul Sfântu Gheorghe                           | Str. Körösi Csoma Sándor 19 | 1930                                                            | Încarcă foto \| video | Raportează eroare |
| CV-II-a-A-13104                                    | Ansamblul Muzeului Național Secuiesc                                                                  | municipiul Sfântu Gheorghe                           | Str. Kós Károly 10 45.86182°N 25.78535°E | 1911 - 1913                                                     |                       | Raportează eroare |
| CV-II-m-A-13104.01                                 | Clădirea muzeului                                                                                     | municipiul Sfântu Gheorghe                           | Str. Kós Károly 10 | 1911 - 1913                                                     |                       | Raportează eroare |
| CV-II-m-A-13104.02                                 | Locuință custode, azi biroul directorului                                                             | municipiul Sfântu Gheorghe                           | Str. Kós Károly 10 | 1911 - 1913                                                     | Încarcă foto \| video | Raportează eroare |
| CV-II-m-A-13104.03                                 | Locuință custode                                                                                      | municipiul Sfântu Gheorghe                           | Str. Kós Károly 10 | 1911 - 1913                                                     | Încarcă foto \| video | Raportează eroare |
| CV-II-m-A-13104.04                                 | Parcul                                                                                                | municipiul Sfântu Gheorghe                           | Str. Kós Károly 10 | 1911 - 1913                                                     |                       | Raportează eroare |
| CV-II-m-B-13105                                    | Fosta Școală Normală de Fete, azi Colegiul Național „Mihai Viteazul”                                  | municipiul Sfântu Gheorghe                           | Str. Kós Károly 22 | 1906 - 1908                                                     | Încarcă foto \| video | Raportează eroare |
| CV-II-m-B-13106                                    | Corpul vechi al Fabricii de țesături, azi corp al fabricii de textile                                 | municipiul Sfântu Gheorghe                           | Str. Kós Károly 19 | 1879 - 1907                                                     | Încarcă foto \| video | Raportează eroare |
| CV-II-m-B-20988                                    | Fosta locuință directorială a Fabricii de Textile Sfântu Gheorghe                                     | municipiul Sfântu Gheorghe                           | Str. Kós Károly 19A | 1911                                                            | Încarcă foto \| video | Raportează eroare |
| CV-II-a-A-13107                                    | Ansamblul „Fabrica de Tutun”                                                                          | municipiul Sfântu Gheorghe                           | Str. Kós Károly 21-25 45.85828°N 25.78238°E | 1902 - 1910                                                     |                       | Raportează eroare |
| CV-II-m-A-13107.01                                 | Corpul principal (producție)                                                                          | municipiul Sfântu Gheorghe                           | Str. Kós Károly 21-25 | 1902 - 1910                                                     |                       | Raportează eroare |
| CV-II-m-A-13107.02                                 | Turn de apă                                                                                           | municipiul Sfântu Gheorghe                           | Str. Kós Károly 21-25 | 1902 - 1910                                                     | Încarcă foto \| video | Raportează eroare |
| CV-II-m-A-13107.03                                 | Depozit piese de schimb                                                                               | municipiul Sfântu Gheorghe                           | Str. Kós Károly 21-25 | 1902 - 1910                                                     | Încarcă foto \| video | Raportează eroare |
| CV-II-m-A-13107.04                                 | Centrală termică                                                                                      | municipiul Sfântu Gheorghe                           | Str. Kós Károly 21-25 | 1902 - 1910                                                     | Încarcă foto \| video | Raportează eroare |
| CV-II-m-A-13107.05                                 | Depozit de tutun                                                                                      | municipiul Sfântu Gheorghe                           | Str. Kós Károly 21-25 | 1902 - 1910                                                     | Încarcă foto \| video | Raportează eroare |
| CV-II-m-A-13107.06                                 | Corp administrativ și laboratoare                                                                     | municipiul Sfântu Gheorghe                           | Str. Kós Károly 21-25 | 1902 - 1910                                                     | Încarcă foto \| video | Raportează eroare |
| CV-II-m-A-13107.07                                 | Birouri                                                                                               | municipiul Sfântu Gheorghe                           | Str. Kós Károly 21-25 | 1902 - 1910                                                     |                       | Raportează eroare |
| CV-II-m-A-13107.08                                 | Locuință de serviciu, azi birouri evidența populației și secția pașapoarte                            | municipiul Sfântu Gheorghe                           | Str. Kós Károly 21-25 | 1902 - 1910                                                     |                       | Raportează eroare |
| CV-II-m-A-13107.09                                 | Împrejmuire                                                                                           | municipiul Sfântu Gheorghe                           | Str. Kós Károly 21-25 | 1902 - 1910                                                     |                       | Raportează eroare |
| CV-II-m-B-13108                                    | Fosta școală elementară de stat                                                                       | municipiul Sfântu Gheorghe                           | Str. Kossuth Lajos 15 | 1906                                                            | Încarcă foto \| video | Raportează eroare |
| CV-II-m-B-13110                                    | Clădirea Bazarului, azi spații comerciale (parter) și galerie de artă (etaj)                          | municipiul Sfântu Gheorghe                           | Piața Libertății 2-4 45.86598°N 25.78745°E | 1867 - 1869                                                     | Alte imagini          | Raportează eroare |
| CV-II-m-A-13109                                    | Casa cu arcade (Lábasház)                                                                             | municipiul Sfântu Gheorghe                           | Piața Libertății 7 45.86455°N 25.78699°E | 1820 - 1821                                                     |                       | Raportează eroare |
| CV-II-m-B-13111                                    | Palatul Beör Beör-palota                                                                              | municipiul Sfântu Gheorghe                           | Str. Martinovics Ignác 2 45.86852°N 25.78726°E | circ 1890                                                       |                       | Raportează eroare |
| CV-II-m-A-21105                                    | Fostul Abator comunal                                                                                 | municipiul Sfântu Gheorghe                           | str. Mikes Kelemen nr. 36 45.86727°N 25.79862°E |                                                                 | Încarcă foto \| video | Raportează eroare |
| CV-II-m-B-13112                                    | Casa Pünkösdi                                                                                         | municipiul Sfântu Gheorghe                           | Str. Oltului 7-9 45.86632°N 25.78929°E | 1839                                                            |                       | Raportează eroare |
| CV-II-m-B-13113                                    | Fostul Orfelinat de Băieți, azi Spitalul Județean Covasna                                             | municipiul Sfântu Gheorghe                           | Str. Stadionului 1 | 1893                                                            | Încarcă foto \| video | Raportează eroare |
| CV-II-m-B-13099                                    | Biserica „Sf. Gheorghe”                                                                               | municipiul Sfântu Gheorghe                           | Piața Șaguna Andrei 1 45.86952°N 25.78203°E | 1810 (turn), 1872 (biserica)                                    | Alte imagini          | Raportează eroare |
| CV-II-m-B-21020                                    | Clădire primărie                                                                                      | sat Aita Mare; comuna Aita Mare                      | Str. Principală nr. 206 45.96538°N 25.55952°E |                                                                 |                       | Raportează eroare |
| CV-II-m-B-13115                                    | Biserica „Sf. Gheorghe”                                                                               | sat Aita Mare; comuna Aita Mare                      | 325 A | 1866                                                            |                       | Raportează eroare |
| CV-II-a-B-13116                                    | Ansamblul conacului Dónáth                                                                            | sat Aita Mare; comuna Aita Mare                      | 356 45.96491°N 25.55943°E | sf. sec. XIX                                                    | Încarcă foto \| video | Raportează eroare |
| CV-II-m-B-13116.01                                 | Conacul Dónáth                                                                                        | sat Aita Mare; comuna Aita Mare                      | 356 | sf. sec. XIX                                                    | Încarcă foto \| video | Raportează eroare |
| CV-II-m-B-13116.02                                 | Grânar                                                                                                | sat Aita Mare; comuna Aita Mare                      | 356 | sf. sec. XIX                                                    | Încarcă foto \| video | Raportează eroare |
| CV-II-m-B-13116.03                                 | Poartă                                                                                                | sat Aita Mare; comuna Aita Mare                      | 356 | sf. sec. XIX                                                    | Încarcă foto \| video | Raportează eroare |
| CV-II-a-A-13117 (RAN: 63786.02)                    | Ansamblul bisericii unitariene                                                                        | sat Aita Mare; comuna Aita Mare                      | Str. Bisericii 351 45.96507°N 25.56474°E | sec. XIV-XIX                                                    | Alte imagini          | Raportează eroare |
| CV-II-m-A-13117.01 (RAN: 63786.02.02)              | Biserica unitariană                                                                                   | sat Aita Mare; comuna Aita Mare                      | Str. Bisericii 351 | sec. XIV, transf. sec. XV - XVI, sec. XIX                       | Încarcă foto \| video | Raportează eroare |
| CV-II-m-A-13117.02 (RAN: 63786.02.01)              | Incinta fortificată                                                                                   | sat Aita Mare; comuna Aita Mare                      | Str. Bisericii 351 | sec. XVI - XVII                                                 |                       | Raportează eroare |
| CV-II-a-B-13118 (RAN: 63795.05)                    | Ansamblul bisericii reformate                                                                         | sat Aita Medie; comuna Aita Mare                     | 107 | sec. XVI - XVIII                                                | Încarcă foto \| video | Raportează eroare |
| CV-II-m-B-13118.01 (RAN: 63795.05.01)              | Biserica reformată                                                                                    | sat Aita Medie; comuna Aita Mare                     | 107 | sec. XVI, transf. 1777, 1795, 1882.                             | Încarcă foto \| video | Raportează eroare |
| CV-II-m-B-13118.02                                 | Zid de incintă cu turn-clopotniță                                                                     | sat Aita Medie; comuna Aita Mare                     | 107 | 1794                                                            | Încarcă foto \| video | Raportează eroare |
| CV-II-m-B-13119                                    | Biserica reformată                                                                                    | sat Aita Seacă; comuna Bățani                        | 190 | 1790, ref. și turn 1804                                         |                       | Raportează eroare |
| CV-II-m-B-13120                                    | Casa Barabás                                                                                          | sat Albiș; comuna Cernat                             | 17 | 1830, transf. sf. sec. XX                                       | Încarcă foto \| video | Raportează eroare |
| CV-II-a-A-13121 (RAN: 64210.02)                    | Ansamblul bisericii reformate                                                                         | sat Albiș; comuna Cernat                             | 158 45.93497°N 26.00579°E | sec. XIII-XIX                                                   | Alte imagini          | Raportează eroare |
| CV-II-m-A-13121.01                                 | Biserica reformată                                                                                    | sat Albiș; comuna Cernat                             | 158 | sec. XIII - XV, transf. sec. XVI - XIX                          |                       | Raportează eroare |
| CV-II-m-A-13121.02 (RAN: 64210.02.01, 64210.02.05) | Zid de incintă, cu turn-clopotniță                                                                    | sat Albiș; comuna Cernat                             | 158 45.93497°N 26.00579°E | sec. XV - XVI, turn ref. 1637, transf. sec. XIX                 |                       | Raportează eroare |
| CV-II-m-B-13122                                    | Poartă secuiască                                                                                      | sat Alungeni; comuna Turia                           | 21 | 1841                                                            | Încarcă foto \| video | Raportează eroare |
| CV-II-a-B-13123                                    | Gospodărie țărănească                                                                                 | sat Alungeni; comuna Turia                           | 159 | sec. XVII-XIX                                                   | Încarcă foto \| video | Raportează eroare |
| CV-II-m-B-13123.01                                 | Casă de lemn                                                                                          | sat Alungeni; comuna Turia                           | 159 | 1707                                                            | Încarcă foto \| video | Raportează eroare |
| CV-II-m-B-13123.02                                 | Grânar                                                                                                | sat Alungeni; comuna Turia                           | 159 | sec. XVIII                                                      | Încarcă foto \| video | Raportează eroare |
| CV-II-m-B-13123.03                                 | Poartă secuiască                                                                                      | sat Alungeni; comuna Turia                           | 159 | 1877                                                            | Încarcă foto \| video | Raportează eroare |
| CV-II-m-B-13124                                    | Poartă secuiască                                                                                      | sat Alungeni; comuna Turia                           | 233 | 1833                                                            | Încarcă foto \| video | Raportează eroare |
| CV-II-m-A-13125 (RAN: 64951.06)                    | Biserica reformată                                                                                    | sat Araci; comuna Vâlcele                            | 72 45.80998°N 25.65519°E | sec. XIV, modif. 1659 - 1665, turn 1894                         | Alte imagini          | Raportează eroare |
| CV-II-m-B-13126                                    | Conacul Domokos                                                                                       | sat Araci; comuna Vâlcele                            | 73 45.81015°N 25.65484°E | 1880                                                            |                       | Raportează eroare |
| CV-II-a-A-13127 (RAN: 64924.09)                    | Ansamblul bisericii unitariene fortificate                                                            | sat Arcuș; comuna Arcuș                              | 238 45.90066°N 25.77566°E | sec. XVI - XIX                                                  | Alte imagini          | Raportează eroare |
| CV-II-m-A-13127.01 (RAN: 64924.09.02)              | Biserica unitariană                                                                                   | sat Arcuș; comuna Arcuș                              | 238 | 1568, ref., ext. 1830 - 1831                                    |                       | Raportează eroare |
| CV-II-m-A-13127.02 (RAN: 64924.09.01)              | Incintă fortificată                                                                                   | sat Arcuș; comuna Arcuș                              | 238 | 1639 - 1640,1842 - 1844 (turnul porții)                         | Încarcă foto \| video | Raportează eroare |
| CV-II-a-A-13128                                    | Ansamblul castelului Szentkereszty                                                                    | sat Arcuș; comuna Arcuș                              | 493 45.89654°N 25.784°E | sec. XIX                                                        | Încarcă foto \| video | Raportează eroare |
| CV-II-m-A-13128.01                                 | Castelul Szentkereszty                                                                                | sat Arcuș; comuna Arcuș                              | 493 | cca. 1860                                                       | Încarcă foto \| video | Raportează eroare |
| CV-II-m-A-13128.02                                 | Capelă                                                                                                | sat Arcuș; comuna Arcuș                              | 493 | sec. XIX                                                        | Încarcă foto \| video | Raportează eroare |
| CV-II-m-A-13128.03                                 | Parc dendrologic                                                                                      | sat Arcuș; comuna Arcuș                              | 493 | sec. XIX                                                        | Încarcă foto \| video | Raportează eroare |
| CV-II-m-B-13129                                    | Biserica reformată                                                                                    | sat Ariușd; comuna Vâlcele                           | 142 45.7778°N 25.67673°E | cca. 1700                                                       |                       | Raportează eroare |
| CV-II-m-B-13130 (RAN: 63456.08)                    | Capela romano-catolică „Sf. Maria Mică”                                                               | oraș Baraolt                                         | Str. Kisboldogasszony 18, Pe dealul aflat în partea vestică a localității | 1755                                                            | Încarcă foto \| video | Raportează eroare |
| CV-II-a-A-13132 (RAN: 63456.09)                    | Ansamblul bisericii romano-catolice „Sf. Adalbert”                                                    | oraș Baraolt                                         | Str. Kossuth Lajos 146 46.07543°N 25.59891°E | sec. XVI - XIX                                                  | Alte imagini          | Raportează eroare |
| CV-II-m-A-13132.01 (RAN: 63456.09.01)              | Biserica romano-catolică „Sf. Adalbert”                                                               | oraș Baraolt                                         | Str. Kossuth Lajos 146 | 1564, ref. 1691, 1760, 1821                                     | Încarcă foto \| video | Raportează eroare |
| CV-II-m-A-13132.02                                 | Zid de incintă, cu turn-clopotniță                                                                    | oraș Baraolt                                         | Str. Kossuth Lajos 146 | zid incintă sec. XVIII, turn-clopotniță 1680, ref. 1817         | Încarcă foto \| video | Raportează eroare |
| CV-II-m-B-20287                                    | Biserica catolică                                                                                     | sat Bățanii Mari; comuna Bățani                      | |                                                                 |                       | Raportează eroare |
| CV-II-m-B-20288                                    | Șură                                                                                                  | sat Bățanii Mari; comuna Bățani                      | 91 | sec. XIX                                                        | Încarcă foto \| video | Raportează eroare |
| CV-II-m-B-13133                                    | Casă cu arcade                                                                                        | sat Bățanii Mari; comuna Bățani                      | 116 | sec. XIX                                                        |                       | Raportează eroare |
| CV-II-m-A-13134 (RAN: 63811.01)                    | Biserica reformată                                                                                    | sat Bățanii Mari; comuna Bățani                      | 126 46.09226°N 25.69232°E | sec. XV, transf. 1679, 1798-1801                                | Alte imagini          | Raportează eroare |
| CV-II-a-B-13135                                    | Gospodărie țărănească                                                                                 | sat Bățanii Mari; comuna Bățani                      | 345 | sec. XIX                                                        | Încarcă foto \| video | Raportează eroare |
| CV-II-m-B-13135.01                                 | Casă de lemn                                                                                          | sat Bățanii Mari; comuna Bățani                      | 345 | 1850                                                            | Încarcă foto \| video | Raportează eroare |
| CV-II-m-B-13135.02                                 | Gard de zid                                                                                           | sat Bățanii Mari; comuna Bățani                      | 345 | sec. XIX                                                        | Încarcă foto \| video | Raportează eroare |
| CV-II-m-A-13136                                    | Conacul Mari (Casa scriitorului Benedek Elek)                                                         | sat Bățanii Mici; comuna Bățani                      | 81 46.10355°N 25.69815°E | 1906                                                            |                       | Raportează eroare |
| CV-II-m-B-13137 (RAN: 64737.01)                    | Biserica romano-catolică „Sf. Bartolomeu”                                                             | sat Belani; comuna Poian                             | 3 46.08313°N 26.18236°E | sec. XV, ref. 1758, modif. sec. XIX, sec. XX                    |                       | Raportează eroare |
| CV-II-m-A-13138                                    | Biserica „Adormirea Maicii Domnului”                                                                  | sat Belin; comuna Belin                              | 468 45.93396°N 25.5757°E | 1776                                                            |                       | Raportează eroare |
| CV-II-m-B-13139                                    | Casă                                                                                                  | sat Belin; comuna Belin                              | 524 | sec. XIX                                                        | Încarcă foto \| video | Raportează eroare |
| CV-II-a-A-13140 (RAN: 63875.07)                    | Ansamblul bisericii unitariene                                                                        | sat Belin; comuna Belin                              | 609 45.93396°N 25.5757°E | sec. XVI-XIX                                                    | Alte imagini          | Raportează eroare |
| CV-II-m-A-13140.01 (RAN: 63875.07.02)              | Biserica unitariană                                                                                   | sat Belin; comuna Belin                              | 609 | 1893 - 1895                                                     |                       | Raportează eroare |
| CV-II-m-A-13140.02 (RAN: 63875.07.01)              | Incintă fortificată                                                                                   | sat Belin; comuna Belin                              | 609 | sec. XVI - XVII                                                 |                       | Raportează eroare |
| CV-II-m-B-13141                                    | Biserica reformată                                                                                    | sat Belin; comuna Belin                              | 612 | 1770 (biserica), 1911 (turn)                                    |                       | Raportează eroare |
| CV-II-m-B-13142                                    | Casă                                                                                                  | sat Belin; comuna Belin                              | Str. Tökés 537 | sec. XVIII                                                      | Încarcă foto \| video | Raportează eroare |
| CV-II-m-B-13143                                    | Casă                                                                                                  | sat Belin; comuna Belin                              | Str. Tökés 579 | 1868                                                            | Încarcă foto \| video | Raportează eroare |
| CV-II-m-B-13144                                    | Casă                                                                                                  | sat Belin; comuna Belin                              | Str. Tökés 580 | 1885                                                            | Încarcă foto \| video | Raportează eroare |
| CV-II-m-B-13131                                    | Casă                                                                                                  | sat aparținător Biborțeni; oraș Baraolt              | 164 | sec. XIX, transf. sf. sec. XX                                   | Încarcă foto \| video | Raportează eroare |
| CV-II-m-A-13145 (RAN: 63465.05)                    | Biserica reformată                                                                                    | sat aparținător Biborțeni; oraș Baraolt              | 171 | sec. XIII - XIV, transf. sec. XVI, 1761, 1897                   | Încarcă foto \| video | Raportează eroare |
| CV-II-a-A-13146                                    | Gospodăria Simon István                                                                               | sat Bicfalău; comuna Ozun                            | 40 45.76035°N 25.87322°E | sf. sec. XVIII                                                  |                       | Raportează eroare |
| CV-II-m-A-13146.01                                 | Casă                                                                                                  | sat Bicfalău; comuna Ozun                            | 40 | 1793                                                            |                       | Raportează eroare |
| CV-II-m-A-13146.02                                 | Poartă                                                                                                | sat Bicfalău; comuna Ozun                            | 40 | 1797                                                            | Încarcă foto \| video | Raportează eroare |
| CV-II-m-A-13147                                    | Conacul Dénes                                                                                         | sat Bicfalău; comuna Ozun                            | 156 | 1836                                                            | Încarcă foto \| video | Raportează eroare |
| CV-II-a-A-13148 (RAN: 64657.04)                    | Ansamblul bisericii reformate                                                                         | sat Bicfalău; comuna Ozun                            | 176 | sec. XV - XX                                                    |                       | Raportează eroare |
| CV-II-m-A-13148.01 (RAN: 64657.04.01)              | Biserica reformată                                                                                    | sat Bicfalău; comuna Ozun                            | 176 | sec. XV, ref. 1863, turn ref. sec. XX                           |                       | Raportează eroare |
| CV-II-m-A-13148.02 (RAN: 64657.04.02)              | Zid de incintă                                                                                        | sat Bicfalău; comuna Ozun                            | 176 | sec. XV                                                         |                       | Raportează eroare |
| CV-II-m-A-13149                                    | Biserica „Sf. Gheorghe”                                                                               | sat Bixad; comuna Bixad                              | 303 | 1712, ref. 1835                                                 | Încarcă foto \| video | Raportează eroare |
| CV-II-a-A-13150 (RAN: 63900.07)                    | Ansamblul bisericii reformate                                                                         | sat Bodoc; comuna Bodoc                              | 211 | sec. XV - XIX                                                   | Încarcă foto \| video | Raportează eroare |
| CV-II-m-A-13150.01 (RAN: 63900.07.01)              | Biserica reformată                                                                                    | sat Bodoc; comuna Bodoc                              | 211 | sec. XV, transf. 1651, sec. XVIII - XIX                         | Încarcă foto \| video | Raportează eroare |
| CV-II-m-A-13150.02                                 | Zid de incintă cu turn-clopotniță                                                                     | sat Bodoc; comuna Bodoc                              | 211 | sec. XVIII                                                      | Încarcă foto \| video | Raportează eroare |
| CV-II-m-B-13151                                    | Poartă de lemn (poartă secuiască)                                                                     | sat Bodoc; comuna Bodoc                              | 217 | 1934                                                            | Încarcă foto \| video | Raportează eroare |
| CV-II-m-B-13152                                    | Poartă secuiască                                                                                      | sat Bodoc; comuna Bodoc                              | 218 | 1940                                                            | Încarcă foto \| video | Raportează eroare |
| CV-II-m-B-13153                                    | Biserica reformată                                                                                    | sat Brateș; comuna Brateș                            | 227 | sec. XVIII                                                      | Încarcă foto \| video | Raportează eroare |
| CV-II-m-B-20289                                    | Casă                                                                                                  | sat Brețcu; comuna Brețcu                            | 324 | sec. XIX,1824                                                   | Încarcă foto \| video | Raportează eroare |
| CV-II-m-B-13154                                    | Casă și poartă                                                                                        | sat Brețcu; comuna Brețcu                            | 504 | mijl. sec. XIX                                                  | Încarcă foto \| video | Raportează eroare |
| CV-II-m-B-13155                                    | Casă                                                                                                  | sat Brețcu; comuna Brețcu                            | 575 | sec. XIX                                                        | Încarcă foto \| video | Raportează eroare |
| CV-II-a-B-13156                                    | Gospodărie țărănească                                                                                 | sat Brețcu; comuna Brețcu                            | 576 | sec. XIX                                                        | Încarcă foto \| video | Raportează eroare |
| CV-II-m-B-13156.01                                 | Casă                                                                                                  | sat Brețcu; comuna Brețcu                            | 576 | sec. XIX                                                        | Încarcă foto \| video | Raportează eroare |
| CV-II-m-B-13156.02                                 | Șură                                                                                                  | sat Brețcu; comuna Brețcu                            | 576 | sec. XIX                                                        | Încarcă foto \| video | Raportează eroare |
| CV-II-m-A-13157                                    | Biserica „Sf. Nicolae”                                                                                | sat Brețcu; comuna Brețcu                            | 810 | 1783                                                            | Alte imagini          | Raportează eroare |
| CV-II-a-A-13159 (RAN: 64933.06)                    | Ansamblul bisericii reformate                                                                         | sat Calnic; comuna Valea Crișului                    | 5 | sec. XV - XIX                                                   | Încarcă foto \| video | Raportează eroare |
| CV-II-m-A-13159.01                                 | Biserica reformată                                                                                    | sat Calnic; comuna Valea Crișului                    | 5 | sec. XV, transf. sec. XVII, 1854                                | Încarcă foto \| video | Raportează eroare |
| CV-II-m-A-13159.02                                 | Clopotniță de lemn                                                                                    | sat Calnic; comuna Valea Crișului                    | 5 | sec. XVII - XVIII                                               |                       | Raportează eroare |
| CV-II-a-A-13158                                    | Ansamblul bisericii unitariene                                                                        | sat Calnic; comuna Valea Crișului                    | 135 45.92967°N 25.78918°E | sec. XVIII - XX                                                 |                       | Raportează eroare |
| CV-II-m-A-13158.01                                 | Biserica unitariană                                                                                   | sat Calnic; comuna Valea Crișului                    | 135 | sec. XVII - XX                                                  |                       | Raportează eroare |
| CV-II-m-A-13158.02                                 | Clopotniță de lemn                                                                                    | sat Calnic; comuna Valea Crișului                    | 135 | 1674, transf. sec. XX                                           | Încarcă foto \| video | Raportează eroare |
| CV-II-a-A-13160 (RAN: 63483.04)                    | Ansamblul bisericii reformate                                                                         | sat aparținător Căpeni; oraș Baraolt                 | 55 | sec. XIV - XIX                                                  | Încarcă foto \| video | Raportează eroare |
| CV-II-m-A-13160.01 (RAN: 63483.04.01)              | Biserica reformată                                                                                    | sat aparținător Căpeni; oraș Baraolt                 | 55 | sec. XIV, transf. 1767, 1794, sec. XIX                          | Încarcă foto \| video | Raportează eroare |
| CV-II-m-A-13160.02                                 | Zid de incintă, cu turn-clopotniță                                                                    | sat aparținător Căpeni; oraș Baraolt                 | 55 | 1802 (turn), 1818-1819 (incintă)                                | Încarcă foto \| video | Raportează eroare |
| CV-II-m-A-13161 (RAN: 64149.03)                    | Conacul Sinkovits                                                                                     | sat Catalina; comuna Catalina                        | 370 45.96685°N 26.1542°E | 1649, transf. 1820                                              | Încarcă foto \| video | Raportează eroare |
| CV-II-m-A-13163                                    | Cetatea Ika                                                                                           | sat Cernat; comuna Cernat                            | Pe dealul Várbérc | sec. XIV                                                        | Încarcă foto \| video | Raportează eroare |
| CV-II-m-B-13165                                    | Pod din piatră, cudouă deschideri                                                                     | sat Cernat; comuna Cernat                            | În apropierea Muzeului Etnografic | 1907                                                            | Încarcă foto \| video | Raportează eroare |
| CV-II-m-B-13166                                    | Conacul Farkas                                                                                        | sat Cernat; comuna Cernat                            | 62 A 45.96343°N 26.02468°E | 1840 - 1850                                                     | Încarcă foto \| video | Raportează eroare |
| CV-II-m-B-13167                                    | Casă                                                                                                  | sat Cernat; comuna Cernat                            | 290 | sec. XIX                                                        |                       | Raportează eroare |
| CV-II-m-A-13168                                    | Conacul Damokos - Eperjesi                                                                            | sat Cernat; comuna Cernat                            | 321 45.96491°N 26.01552°E | 1840                                                            | Încarcă foto \| video | Raportează eroare |
| CV-II-a-A-13169 (RAN: 64201.16)                    | Ansamblul fostului conac Domokos Gyula, azi Muzeul etnografic în aer liber „Haszmann Pal”             | sat Cernat; comuna Cernat                            | 330 45.9659°N 26.02306°E | sec. XVII, ref. 1831                                            | Alte imagini          | Raportează eroare |
| CV-II-m-A-13170                                    | Conacul Damokos - Cseh                                                                                | sat Cernat; comuna Cernat                            | 333 45.96692°N 26.01554°E | 1838                                                            |                       | Raportează eroare |
| CV-II-m-A-13171                                    | Conacul Damokos Mihály                                                                                | sat Cernat; comuna Cernat                            | 334 45.96673°N 26.01422°E | 1844                                                            |                       | Raportează eroare |
| CV-II-m-A-13172                                    | Conacul Damokos János                                                                                 | sat Cernat; comuna Cernat                            | 337 45.96729°N 26.01505°E | 1839                                                            | Încarcă foto \| video | Raportează eroare |
| CV-II-m-A-13173 (RAN: 64201.23)                    | Ansamblul conacului Damokos Dénes, cu poarta                                                          | sat Cernat; comuna Cernat                            | 449 A 45.96443°N 26.02359°E | sec. XVIII - XIX                                                |                       | Raportează eroare |
| CV-II-m-A-13173.01 (RAN: 64201.23.01)              | Conacul Damokos Dénes                                                                                 | sat Cernat; comuna Cernat                            | 449 A | sec. XVIII - XIX                                                |                       | Raportează eroare |
| CV-II-m-A-13173.02                                 | Poarta                                                                                                | sat Cernat; comuna Cernat                            | 449 A | sec. XVIII - XIX                                                | Încarcă foto \| video | Raportează eroare |
| CV-II-m-B-13174                                    | Conacul István Sándor                                                                                 | sat Cernat; comuna Cernat                            | 459 | 1860                                                            | Încarcă foto \| video | Raportează eroare |
| CV-II-a-A-13175 (RAN: 64201.22)                    | Ansamblul bisericii reformate                                                                         | sat Cernat; comuna Cernat                            | 469 45.96308°N 26.02463°E | sec. XIV - XIX                                                  | Alte imagini          | Raportează eroare |
| CV-II-m-A-13175.01 (RAN: 64201.22.01)              | Biserica reformată                                                                                    | sat Cernat; comuna Cernat                            | 469 | sec. XIV - XVI                                                  |                       | Raportează eroare |
| CV-II-m-A-13175.02 (RAN: 64201.22.02)              | Incintă fortificată (fragmente)                                                                       | sat Cernat; comuna Cernat                            | 469 | sec. XVI                                                        |                       | Raportează eroare |
| CV-II-m-A-13175.03                                 | Turn-clopotniță                                                                                       | sat Cernat; comuna Cernat                            | 469 | 1727, ref. 1835                                                 |                       | Raportează eroare |
| CV-II-m-A-13175.04                                 | Piatră funerară                                                                                       | sat Cernat; comuna Cernat                            | 469 | 1600                                                            |                       | Raportează eroare |
| CV-II-m-B-13176                                    | Conacul Kelemen Gábor                                                                                 | sat Cernat; comuna Cernat                            | 482 45.96216°N 26.02917°E | înc. sec. XIX, transf. 1859 și sf. sec. XX                      | Încarcă foto \| video | Raportează eroare |
| CV-II-a-B-13177 (RAN: 64201)                       | Ansamblul conacului Molnár Sándor                                                                     | sat Cernat; comuna Cernat                            | 662 45.95423°N 26.04303°E | sec. XVIII                                                      |                       | Raportează eroare |
| CV-II-m-B-13177.01 (RAN: 64201.20.01)              | Conacul Molnár Sándor                                                                                 | sat Cernat; comuna Cernat                            | 662 | sec. XVIII                                                      | Încarcă foto \| video | Raportează eroare |
| CV-II-m-B-13177.02                                 | Poartă                                                                                                | sat Cernat; comuna Cernat                            | 662 | sec. XVIII                                                      | Încarcă foto \| video | Raportează eroare |
| CV-II-a-B-13178 (RAN: 64201.21)                    | Ansamblul conacului Bernald                                                                           | sat Cernat; comuna Cernat                            | 679 45.95221°N 26.04209°E | sec. XVIII                                                      | Încarcă foto \| video | Raportează eroare |
| CV-II-m-B-13178.01                                 | Conacul Bernald                                                                                       | sat Cernat; comuna Cernat                            | 679 | sec. XVIII, transf. 1820 și sec. XX                             | Încarcă foto \| video | Raportează eroare |
| CV-II-m-B-13178.02                                 | Poartă de zid                                                                                         | sat Cernat; comuna Cernat                            | 679 | sec. XVIII                                                      | Încarcă foto \| video | Raportează eroare |
| CV-II-m-B-13179                                    | Biserica „Sf. Gheorghe”                                                                               | sat Cernat; comuna Cernat                            | 742 | 1872                                                            |                       | Raportează eroare |
| CV-II-m-B-13180                                    | Poartă secuiască                                                                                      | sat Cernat; comuna Cernat                            | 816 A | 1942                                                            | Încarcă foto \| video | Raportează eroare |
| CV-II-m-B-13181                                    | Poartă secuiască                                                                                      | sat Cernat; comuna Cernat                            | 920 | sec. XIX                                                        | Încarcă foto \| video | Raportează eroare |
| CV-II-m-B-13183                                    | Moară de apă, cuturbină                                                                               | sat Cernat; comuna Cernat                            | 978 | sec. XIX                                                        | Încarcă foto \| video | Raportează eroare |
| CV-II-m-B-13184                                    | Moară de apă, cuturbină                                                                               | sat Cernat; comuna Cernat                            | 983 | sec. XIX                                                        | Încarcă foto \| video | Raportează eroare |
| CV-II-m-B-13162                                    | Conacul Végh                                                                                          | sat Cernat; comuna Cernat                            | 1013 45.96343°N 26.02468°E | sec. XIX, transf. sec. XX                                       |                       | Raportează eroare |
| CV-II-a-B-13187                                    | Ansamblu rural „Case de lemn”                                                                         | sat Chichiș; comuna Chichiș                          | În jurul bisericii unitariene, casele nr. 59, 60, 63, 65, 66, 67. | sec. XVIII - XIX                                                | Încarcă foto \| video | Raportează eroare |
| CV-II-m-B-20290                                    | Casa Serester József                                                                                  | sat Chichiș; comuna Chichiș                          | 57 | sec. XIX,1806                                                   | Încarcă foto \| video | Raportează eroare |
| CV-II-a-A-13188 (RAN: 64247.04)                    | Ansamblul bisericii unitariene                                                                        | sat Chichiș; comuna Chichiș                          | 58 | sec. XIII-XIX                                                   | Alte imagini          | Raportează eroare |
| CV-II-m-A-13188.01 (RAN: 64247.04.01)              | Biserica unitariană                                                                                   | sat Chichiș; comuna Chichiș                          | 58 | sec. XIII - XVI, transf. 1716                                   | Încarcă foto \| video | Raportează eroare |
| CV-II-m-A-13188.02                                 | Zid de incintă (fragmente), cu turn-clopotniță                                                        | sat Chichiș; comuna Chichiș                          | 58 | 1816                                                            | Încarcă foto \| video | Raportează eroare |
| CV-II-m-B-13189                                    | Biserica reformată                                                                                    | sat Chichiș; comuna Chichiș                          | 123 | 1799                                                            | Alte imagini          | Raportează eroare |
| CV-II-m-A-13190                                    | Biserica de lemn „Sf. Petru și Pavel”                                                                 | sat Chichiș; comuna Chichiș                          | 185 45.77278°N 25.79456°E | 1740                                                            |                       | Raportează eroare |
| CV-II-m-B-20500                                    | Casa de lemn (casa parohială ortodoxă)                                                                | sat Chichiș; comuna Chichiș                          | 189 | sec. XIX                                                        | Încarcă foto \| video | Raportează eroare |
| CV-II-m-B-13191                                    | Biserica reformată                                                                                    | sat aparținător Chilieni; municipiul Sfântu Gheorghe | 10 | 1728                                                            | Alte imagini          | Raportează eroare |
| CV-II-m-B-13192                                    | Conacul Székely-Pótsa                                                                                 | sat aparținător Chilieni; municipiul Sfântu Gheorghe | 62 45.83763°N 25.80389°E | înc. sec. XVIII, transf. sec. XIX și sec. XX                    | Încarcă foto \| video | Raportează eroare |
| CV-II-m-A-13193 (RAN: 63410.01)                    | Biserica unitariană                                                                                   | sat aparținător Chilieni; municipiul Sfântu Gheorghe | 76 45.8384°N 25.80327°E | sec. XIII, modif. 1497, 1799, turn 1820                         | Alte imagini          | Raportează eroare |
| CV-II-m-B-13194                                    | Cazino, azi primărie, grădiniță, casă de cultură                                                      | sat Comandău; comuna Comandău                        | 63 | sec. XIX                                                        | Încarcă foto \| video | Raportează eroare |
| CV-II-a-A-13195                                    | Ansamblu tehnic - Planul înclinat de la Comandău                                                      | oraș Covasna                                         | Valea Zânelor, și com. COMANDĂU | sf. sec. XIX,1886                                               | Încarcă foto \| video | Raportează eroare |
| CV-II-m-A-13195.01                                 | Planul înclinat                                                                                       | oraș Covasna                                         | Valea Zânelor, și com. COMANDĂU | 1886                                                            | Încarcă foto \| video | Raportează eroare |
| CV-II-m-A-13195.02                                 | Clădiri anexe                                                                                         | oraș Covasna                                         | | sf. sec. XIX                                                    | Încarcă foto \| video | Raportează eroare |
| CV-II-m-A-13195.03                                 | Cale ferată îngustă                                                                                   | oraș Covasna                                         | Valea Zânelor, și com. COMANDĂU | 1891, sf. sec. XIX - înc. sec. XX                               | Încarcă foto \| video | Raportează eroare |
| CV-II-a-B-13196                                    | Case de lemn                                                                                          | oraș Covasna                                         | Str. Ștefan cel Mare 104, 110, 155, 157, 159, 161; Str. Cuza Vodă 63, 65, 67, 68, 70 45.85112°N 26.1818°E | sec. XIX - înc. sec. XX                                         |                       | Raportează eroare |
| CV-II-m-A-13197                                    | Școala veche din Voinești, azi școală generală                                                        | oraș Covasna                                         | Str. Eminescu Mihai 15 45.85157°N 26.19065°E | mijl. sec. XIX                                                  |                       | Raportează eroare |
| CV-II-m-B-13198                                    | Biserica „Sf. Nicolae”                                                                                | oraș Covasna                                         | Str. Eminescu Mihai 17 45.85149°N 26.19098°E | 1793                                                            |                       | Raportează eroare |
| CV-II-m-B-13199                                    | Casa parohială a bisericii ortodoxe                                                                   | oraș Covasna                                         | Str. Eminescu Mihai 19 45.85149°N 26.19098°E | sec. XIX - XX                                                   |                       | Raportează eroare |
| CV-II-m-B-20291                                    | Clopotniță de lemn                                                                                    | sat Dalnic; comuna Dalnic                            | | sec. XVIII                                                      | Încarcă foto \| video | Raportează eroare |
| CV-II-a-B-13200                                    | Ansamblul conacelor Hadnagy                                                                           | sat Dalnic; comuna Dalnic                            | 49-50 45.92149°N 25.989°E | 1850 - 1925                                                     | Încarcă foto \| video | Raportează eroare |
| CV-II-m-B-13200.01                                 | Conacul vechi                                                                                         | sat Dalnic; comuna Dalnic                            | 49-50 | 1869                                                            | Încarcă foto \| video | Raportează eroare |
| CV-II-m-B-13200.02                                 | Conacul nou                                                                                           | sat Dalnic; comuna Dalnic                            | 49-50 | 1920                                                            | Încarcă foto \| video | Raportează eroare |
| CV-II-m-B-13201                                    | Conacul Gál                                                                                           | sat Dalnic; comuna Dalnic                            | 88-90 45.92605°N 25.98689°E | 1844                                                            | Încarcă foto \| video | Raportează eroare |
| CV-II-a-A-13202 (RAN: 64586.07)                    | Ansamblul bisericii reformate                                                                         | sat Dalnic; comuna Dalnic                            | 230 | sec. XIII-XIX                                                   | Încarcă foto \| video | Raportează eroare |
| CV-II-m-A-13202.01 (RAN: 64586.07.01)              | Biserica reformată                                                                                    | sat Dalnic; comuna Dalnic                            | 230 | sec. XIII, transf. 1526, sec. XIX                               | Încarcă foto \| video | Raportează eroare |
| CV-II-m-A-13202.02                                 | Casă parohială                                                                                        | sat Dalnic; comuna Dalnic                            | 230 | sec. XIX                                                        | Încarcă foto \| video | Raportează eroare |
| CV-II-a-B-13203                                    | Ansamblul conacului Beczásy                                                                           | sat Dalnic; comuna Dalnic                            | 232 45.91769°N 25.99188°E | sec. XIX                                                        | Încarcă foto \| video | Raportează eroare |
| CV-II-m-B-13203.01                                 | Conacul Beczásy                                                                                       | sat Dalnic; comuna Dalnic                            | 232 | 1885                                                            | Încarcă foto \| video | Raportează eroare |
| CV-II-m-B-13203.02                                 | Parc dendrologic                                                                                      | sat Dalnic; comuna Dalnic                            | 232 | sec. XIX                                                        | Încarcă foto \| video | Raportează eroare |
| CV-II-m-B-13204                                    | Casa Bajka                                                                                            | sat Dalnic; comuna Dalnic                            | 238 | sec. XIX                                                        | Încarcă foto \| video | Raportează eroare |
| CV-II-m-B-13205                                    | Biserica „Adormirea Maicii Domnului”                                                                  | sat Dobârlău; comuna Dobârlău                        | 175 | 1795                                                            | Încarcă foto \| video | Raportează eroare |
| CV-II-m-B-13206                                    | Conac                                                                                                 | sat Dobolii de Jos; comuna Ilieni                    | 45.78049°N 25.75568°E | sec. XIX                                                        | Încarcă foto \| video | Raportează eroare |
| CV-II-m-B-13207 (RAN: 64443.05)                    | Conacul Reznek (Czaker)                                                                               | sat Dobolii de Jos; comuna Ilieni                    | 286 45.78049°N 25.75572°E | 1790 - 1813                                                     | Încarcă foto \| video | Raportează eroare |
| CV-II-m-A-13208 (RAN: 64443.04)                    | Conacul Hollaky                                                                                       | sat Dobolii de Jos; comuna Ilieni                    | 310 45.7803°N 25.75609°E | sec. XVII - înc. sec. XIX, inscripții pe frontoane 1718 - 1806  | Încarcă foto \| video | Raportează eroare |
| CV-II-m-A-13209 (RAN: 63964.02)                    | Biserica reformată                                                                                    | sat Dobolii de Sus; comuna Boroșneu Mare             | 10 45.78321°N 26.0375°E | sec. XV,1667, 1773, înc. sec. XIX                               |                       | Raportează eroare |
| CV-II-m-B-13210                                    | Biserica ortodoxă                                                                                     | sat Doboșeni; comuna Brăduț                          | 142 | 1920, dem. 1940, ref. sf. sec. XX                               | Încarcă foto \| video | Raportează eroare |
| CV-II-m-A-13211                                    | Casa de lemn Szacsvai-Könczey                                                                         | sat Estelnic; comuna Estelnic                        | 40 | 1702                                                            | Încarcă foto \| video | Raportează eroare |
| CV-II-m-B-13212                                    | Mănăstirea franciscanilor                                                                             | sat Estelnic; comuna Estelnic                        | 163 | 1690, transf. 1729 - 1750                                       | Încarcă foto \| video | Raportează eroare |
| CV-II-a-A-13213 (RAN: 64755.02)                    | Ansamblul bisericii romano-catolice „Sf. Simon și Iuda”                                               | sat Estelnic; comuna Estelnic                        | 213 46.08996°N 26.20965°E | sec. XIV - XVII                                                 | Alte imagini          | Raportează eroare |
| CV-II-m-A-13213.01 (RAN: 64755.02.01)              | Biserica „Sf. Simon și Iuda”                                                                          | sat Estelnic; comuna Estelnic                        | 213 | sec. XIV, transformări sec. XVI, 1635, 1819                     | Încarcă foto \| video | Raportează eroare |
| CV-II-m-A-13213.02 (RAN: 64755.02.02)              | Zid de incintă cu turn-clopotniță                                                                     | sat Estelnic; comuna Estelnic                        | 213 | sec. XVII                                                       | Încarcă foto \| video | Raportează eroare |
| CV-II-a-A-13214 (RAN: 64078.03)                    | Ansamblul fostei biserici romano-catolice (ruine)                                                     | sat Filia; comuna Brăduț                             | La 4 km. nord de sat, punct Kápolnabérc (satul Dobo), f. n. | sec. XIII-XVII                                                  | Încarcă foto \| video | Raportează eroare |
| CV-II-m-A-13214.01 (RAN: 64078.03.01)              | Biserică romano-catolică (ruine)                                                                      | sat Filia; comuna Brăduț                             | La 4 km. nord de sat, punct Kápolnabérc (satul Dobo), f. n. | sec. XIII-XVII                                                  | Încarcă foto \| video | Raportează eroare |
| CV-II-m-A-13214.02 (RAN: 64078.03.02)              | Capelă (ruine)                                                                                        | sat Filia; comuna Brăduț                             | La 4 km. nord de sat, punct Kápolnabérc (satul Dobo), f. n. | sec. XVI                                                        | Încarcă foto \| video | Raportează eroare |
| CV-II-a-A-13215 (RAN: 64078.04)                    | Ansamblul conacului Ferenczy - Boda                                                                   | sat Filia; comuna Brăduț                             | 84 46.14211°N 25.62204°E | sec. XVIII - XIX                                                | Încarcă foto \| video | Raportează eroare |
| CV-II-m-A-13215.01                                 | Conacul Ferenczy - Boda                                                                               | sat Filia; comuna Brăduț                             | 84 | 1713, modif. 1826                                               | Încarcă foto \| video | Raportează eroare |
| CV-II-m-A-13215.02                                 | Poartă                                                                                                | sat Filia; comuna Brăduț                             | 84 | sec. XIX                                                        | Încarcă foto \| video | Raportează eroare |
| CV-II-m-B-13216                                    | Topitorie de fier                                                                                     | sat Filia; comuna Brăduț                             | 217 | sec. XIX                                                        | Încarcă foto \| video | Raportează eroare |
| CV-II-m-B-20292                                    | Moară                                                                                                 | sat Ghelința; comuna Ghelința                        | | sec. XIX                                                        | Încarcă foto \| video | Raportează eroare |
| CV-II-m-B-21055                                    | Conacul Jancsó                                                                                        | sat Ghelinția; comuna Ghelința                       | 471, Cartier Ladia | 1727, 1848 - 1850, ext. înc. sec. XX                            | Încarcă foto \| video | Raportează eroare |
| CV-II-a-A-13217 (RAN: 64327.02)                    | Ansamblul bisericii romano-catolice „Sf. Emeric”                                                      | sat Ghelința; comuna Ghelința                        | 986 | sec. XIII - XVIII                                               | Alte imagini          | Raportează eroare |
| CV-II-m-A-13217.01 (RAN: 64327.02.01)              | Biserica romano-catolică „Sf. Emeric”                                                                 | sat Ghelința; comuna Ghelința                        | 986 | sec. XIII, transf. și adăugiri sec. XIV - XVI, 1628, sec. XVIII |                       | Raportează eroare |
| CV-II-m-A-13217.02 (RAN: 64327.02.02)              | Zid de incintă, cu turn-clopotniță                                                                    | sat Ghelința; comuna Ghelința                        | 986 | sec. XVIII, ref. sec. XX (turn), sec. XVIII (incinta)           |                       | Raportează eroare |
| CV-II-a-A-13218 (LMI92: 15B0149) (RAN: 64354.04)   | Ansamblul bisericii reformate                                                                         | sat Ghidfalău; comuna Ghidfalău                      | 204 A 45.90185°N 25.84006°E | sec. XV - XVIII                                                 | Alte imagini          | Raportează eroare |
| CV-II-m-A-13218.01                                 | Biserica reformată                                                                                    | sat Ghidfalău; comuna Ghidfalău                      | 204 A | sec. XIII - XVII, transf. 1787                                  |                       | Raportează eroare |
| CV-II-m-A-13218.02                                 | Zid de incintă cu turn de poartă                                                                      | sat Ghidfalău; comuna Ghidfalău                      | 204 A | sec. XV                                                         |                       | Raportează eroare |
| CV-IV-m-B-13220                                    | Capela familiei Nemes                                                                                 | sat Hăghig; comuna Hăghig                            | 110 A | sec. XIX                                                        |                       | Raportează eroare |
| CV-II-m-B-13219 (RAN: 64407.05)                    | Biserica reformată                                                                                    | sat Hăghig; comuna Hăghig                            | 144 45.8371°N 25.5947°E | sec. XVI - XVII, turn 1841                                      | Alte imagini          | Raportează eroare |
| CV-II-m-B-20293                                    | Casa Bucșa                                                                                            | sat Hăghig; comuna Hăghig                            | 368 | sec. XVIII - XIX                                                | Încarcă foto \| video | Raportează eroare |
| CV-II-a-B-13221 (RAN: 64407.06)                    | Castelul Nemes                                                                                        | sat Hăghig; comuna Hăghig                            | 420 45.83749°N 25.58524°E | sec. XVIII - XIX                                                | Încarcă foto \| video | Raportează eroare |
| CV-II-a-B-13222 (RAN: 64158.02)                    | Ansamblul bisericii romano-catolice „A Tuturor Sfinților”                                             | sat Hătuica; comuna Catalina                         | 114 | sec. XVI - XIX                                                  | Alte imagini          | Raportează eroare |
| CV-II-m-B-13222.01 (RAN: 64158.02.01)              | Biserica romano-catolică „A Tuturor Sfinților”                                                        | sat Hătuica; comuna Catalina                         | 114 | sec. XVI - XIX                                                  |                       | Raportează eroare |
| CV-II-m-B-13222.02 (RAN: 64158.02.02)              | Clopotniță de lemn                                                                                    | sat Hătuica; comuna Catalina                         | 114 | 1668                                                            |                       | Raportează eroare |
| CV-II-m-A-13223                                    | Furnalul Bodvaj                                                                                       | sat Herculian; comuna Bățani                         | pe valea pârâului Bradului, la 8 km de localitate | 1831                                                            |                       | Raportează eroare |
| CV-II-a-A-13224 (RAN: 63848.03)                    | Ansamblul bisericii reformate                                                                         | sat Herculian; comuna Bățani                         | 247 | sec. XIV - XV                                                   | Încarcă foto \| video | Raportează eroare |
| CV-II-m-A-13224.01 (RAN: 63848.03.01)              | Biserica reformată, cu turn-clopotniță                                                                | sat Herculian; comuna Bățani                         | 247 | Sec. XIV - XV, transf. 1776, 1792, turn 1742, 1823              | Încarcă foto \| video | Raportează eroare |
| CV-II-m-A-13224.02 (RAN: 63848.03.02)              | Zid incintă                                                                                           | sat Herculian; comuna Bățani                         | 247 | sec. XVII                                                       | Încarcă foto \| video | Raportează eroare |
| CV-II-m-A-13225 (RAN: 64434.06)                    | Conacul Séra                                                                                          | sat Ilieni; comuna Ilieni                            | 84 45.79593°N 25.77095°E | 1811                                                            |                       | Raportează eroare |
| CV-II-m-B-13226 (RAN: 64434.05)                    | Conacul Bornemissza                                                                                   | sat Ilieni; comuna Ilieni                            | 96 45.79451°N 25.77257°E | sec. XVIII                                                      | Încarcă foto \| video | Raportează eroare |
| CV-II-m-B-13227                                    | Casa Bakó                                                                                             | sat Ilieni; comuna Ilieni                            | 427 45.79698°N 25.77131°E | 1793                                                            | Alte imagini          | Raportează eroare |
| CV-II-a-A-13228 (RAN: 64434.07)                    | Ansamblul bisericii reformate                                                                         | sat Ilieni; comuna Ilieni                            | 438 45.79786°N 25.76888°E | sec. XV - XVIII                                                 | Alte imagini          | Raportează eroare |
| CV-II-m-A-13228.01 (RAN: 64434.07.01)              | Biserica reformată                                                                                    | sat Ilieni; comuna Ilieni                            | 438 | 1782 - 1786                                                     |                       | Raportează eroare |
| CV-II-m-A-13228.02 (RAN: 64434.07.02)              | Incintă interioară (fragmente), cu turn-clopotniță                                                    | sat Ilieni; comuna Ilieni                            | 438 | sec. XV - XVI (incinta), sec. XV - XVIII (turn)                 |                       | Raportează eroare |
| CV-II-m-A-13228.03 (RAN: 64434.07.03)              | Incintă fortificată exterioară                                                                        | sat Ilieni; comuna Ilieni                            | 438 | înc. sec. XVII                                                  |                       | Raportează eroare |
| CV-II-m-B-13229                                    | Casa parohială reformată                                                                              | sat Ilieni; comuna Ilieni                            | 443 | sec. XIX                                                        | Încarcă foto \| video | Raportează eroare |
| CV-II-a-A-13230 (RAN: 64167.04)                    | Ansamblul conacului Cserey                                                                            | sat Imeni; comuna Catalina                           | 58 45.94257°N 26.16982°E | sec. XVIII                                                      | Încarcă foto \| video | Raportează eroare |
| CV-II-m-A-13230.01                                 | Conacul Cserey                                                                                        | sat Imeni; comuna Catalina                           | 58 | sec. XVIII                                                      | Încarcă foto \| video | Raportează eroare |
| CV-II-m-A-13230.02                                 | Grânar                                                                                                | sat Imeni; comuna Catalina                           | 58 | sec. XVIII                                                      | Încarcă foto \| video | Raportează eroare |
| CV-II-m-B-13233                                    | Casă de lemn                                                                                          | oraș Întorsura Buzăului                              | Str. Bisericii 17 | 1930                                                            | Încarcă foto \| video | Raportează eroare |
| CV-II-m-B-20301                                    | Casă de lemn                                                                                          | oraș Întorsura Buzăului                              | Str. Bisericii 35 | 1885                                                            | Încarcă foto \| video | Raportează eroare |
| CV-II-m-B-20294                                    | Casă de lemn                                                                                          | oraș Întorsura Buzăului                              | Str. Mihai Viteazul 28 | sec. XIX                                                        | Încarcă foto \| video | Raportează eroare |
| CV-II-m-B-20295                                    | Casă de lemn                                                                                          | oraș Întorsura Buzăului                              | Str. Mihai Viteazul 29 45.66951°N 26.05261°E | sec. XIX                                                        | Încarcă foto \| video | Raportează eroare |
| CV-II-m-B-20296                                    | Casă de lemn                                                                                          | oraș Întorsura Buzăului                              | Str. Mihai Viteazul 44 45.66923°N 26.0532°E | sec. XIX                                                        | Încarcă foto \| video | Raportează eroare |
| CV-II-m-B-20297                                    | Casă de lemn                                                                                          | oraș Întorsura Buzăului                              | Str. Mihai Viteazul 58 | 1880                                                            | Încarcă foto \| video | Raportează eroare |
| CV-II-m-B-20298                                    | Casă de lemn                                                                                          | oraș Întorsura Buzăului                              | Str. Mihai Viteazul 68 45.67045°N 26.05007°E | 1890                                                            | Încarcă foto \| video | Raportează eroare |
| CV-II-m-B-20299                                    | Casă de lemn                                                                                          | oraș Întorsura Buzăului                              | Str. Mihai Viteazul 87 45.67203°N 26.04499°E | 1920                                                            |                       | Raportează eroare |
| CV-II-m-B-20300                                    | Casă de lemn                                                                                          | oraș Întorsura Buzăului                              | Str. Mihai Viteazul 118 | 1910                                                            | Încarcă foto \| video | Raportează eroare |
| CV-II-m-B-13231 (fost CV-II-a-B-13231)             | Casă și moară                                                                                         | oraș Întorsura Buzăului                              | Str. Mihai Viteazul 125 45.67388°N 26.03843°E | 1924                                                            |                       | Raportează eroare |
| CV-II-m-B-13232                                    | Casă de lemn                                                                                          | oraș Întorsura Buzăului                              | Str. Mihai Viteazul 210 | 1922                                                            | Încarcă foto \| video | Raportează eroare |
| CV-II-a-A-13234 (RAN: 64470.02)                    | Ansamblul bisericii romano-catolice „Sf. Mihail”                                                      | sat Lemnia; comuna Lemnia                            | | sec. XVI - XVIII                                                | Încarcă foto \| video | Raportează eroare |
| CV-II-m-A-13234.01 (RAN: 64470.02.02)              | Biserica romano-catolică „Sf. Mihail”                                                                 | sat Lemnia; comuna Lemnia                            | | 1510, transf. 1607, 1776                                        | Încarcă foto \| video | Raportează eroare |
| CV-II-m-A-13234.02 (RAN: 64470.02.01)              | Incintă fortificată                                                                                   | sat Lemnia; comuna Lemnia                            | | sec. XVI - XVII                                                 | Încarcă foto \| video | Raportează eroare |
| CV-II-m-B-20302                                    | Ruinele bisericii de lemn greco-catolice                                                              | sat Lemnia; comuna Lemnia                            | | sec. XIX                                                        | Încarcă foto \| video | Raportează eroare |
| CV-II-m-B-13235                                    | Moară de apă                                                                                          | sat Lemnia; comuna Lemnia                            | 821 | sec. XIX                                                        | Încarcă foto \| video | Raportează eroare |
| CV-II-a-A-13236 (RAN: 64666.07)                    | Ansamblul bisericii reformate                                                                         | sat Lisnău; comuna Ozun                              | 32 | sec. XV - XIX                                                   | Încarcă foto \| video | Raportează eroare |
| CV-II-m-A-13236.01 (RAN: 64666.07.01)              | Biserica reformată                                                                                    | sat Lisnău; comuna Ozun                              | 32 | sec. XV, ref. 1622 și 1804                                      | Încarcă foto \| video | Raportează eroare |
| CV-II-m-A-13236.02 (RAN: 64666.07.02)              | Zid de incintă, cu turn-clopotniță                                                                    | sat Lisnău; comuna Ozun                              | 32 | 1834                                                            | Încarcă foto \| video | Raportează eroare |
| CV-II-a-A-13237 (RAN: 63768.03)                    | Ansamblul bisericii romano-catolice                                                                   | sat aparținător Lunga; municipiul Târgu Secuiesc     | Str. Principală 351 | sec. XV - XIX                                                   | Alte imagini          | Raportează eroare |
| CV-II-m-A-13237.01 (RAN: 63768.03.01)              | Biserica romano-catolică „Sf. Ladislau”                                                               | sat aparținător Lunga; municipiul Târgu Secuiesc     | Str. Principală 351 | sec. XV, transf. sec. XVIII, 1821                               |                       | Raportează eroare |
| CV-II-m-A-13237.02 (RAN: 63768.03.02)              | Zid de incintă                                                                                        | sat aparținător Lunga; municipiul Târgu Secuiesc     | Str. Principală 351 | sec. XVII                                                       |                       | Raportează eroare |
| CV-II-m-B-20303                                    | Biserică                                                                                              | sat Mărcuș; comuna Dobârlău                          | | sec. XV                                                         | Încarcă foto \| video | Raportează eroare |
| CV-II-m-B-13238 (RAN: 64185.03)                    | Biserica reformată                                                                                    | sat Mărcușa; comuna Catalina                         | 2 | sec. XVII                                                       | Alte imagini          | Raportează eroare |
| CV-II-m-B-13239                                    | Biserica „Adormirea Maicii Domnului”                                                                  | sat Mărtănuș; comuna Brețcu                          | 274 | 1796                                                            | Alte imagini          | Raportează eroare |
| CV-II-m-A-13240 (RAN: 64176.03)                    | Biserica reformată                                                                                    | sat Mărtineni; comuna Catalina                       | 66 | sec. XV, transf. sec. XVIII - XIX, turn-clopotniță 1778         | Alte imagini          | Raportează eroare |
| CV-II-m-A-13241 (RAN: 63492.03)                    | Castelul Kálnoky                                                                                      | sat aparținător Micloșoara; oraș Baraolt             | 201 46.01043°N 25.58222°E | sec. XVI - XVII, transf. sec. XVIII, XIX, XX                    | Încarcă foto \| video | Raportează eroare |
| CV-II-m-B-20304                                    | Vama Veche                                                                                            | sat Oituz; comuna Brețcu                             | | sec. XIX                                                        | Încarcă foto \| video | Raportează eroare |
| CV-II-m-B-20305                                    | Moară                                                                                                 | sat Ojdula; comuna Ojdula                            | | sec. XIX                                                        | Încarcă foto \| video | Raportează eroare |
| CV-II-m-A-13242 (RAN: 63919.08)                    | Castelul Mikó                                                                                         | sat Olteni; comuna Bodoc                             | 95 45.97109°N 25.84679°E | 1827                                                            | Încarcă foto \| video | Raportează eroare |
| CV-II-a-B-13243 (RAN: 64648.08)                    | Ansamblul bisericii reformate                                                                         | sat Ozun; comuna Ozun                                | 74 | sec. XVII - XVIII                                               | Alte imagini          | Raportează eroare |
| CV-II-m-B-13243.01 (RAN: 64648.08.01)              | Biserica reformată                                                                                    | sat Ozun; comuna Ozun                                | 74 | sec. XVII, transf. 1820                                         |                       | Raportează eroare |
| CV-II-m-B-13243.02 (RAN: 64648.08.02)              | Zid de incintă (fragmente), cu turn clopotniță                                                        | sat Ozun; comuna Ozun                                | 74 | 1616                                                            |                       | Raportează eroare |
| CV-II-m-A-13244 (RAN: 64648.12)                    | Castelul Béldy-Mikes                                                                                  | sat Ozun; comuna Ozun                                | 99 45.79831°N 25.84592°E | 1755, transf. sec. XX                                           | Încarcă foto \| video | Raportează eroare |
| CV-II-m-B-13245 (RAN: 64648.10)                    | Conacul Pünkösti, azi bibliotecă                                                                      | sat Ozun; comuna Ozun                                | 104 45.79802°N 25.84351°E | cca. 1810                                                       | Încarcă foto \| video | Raportează eroare |
| CV-II-m-B-13246                                    | Grânarul conacului Pünkösti                                                                           | sat Ozun; comuna Ozun                                | 140 | înc. sec. XIX                                                   | Încarcă foto \| video | Raportează eroare |
| CV-II-m-B-13247                                    | Fosta Cazarmă a Husarilor, azi locuință                                                               | sat Ozun; comuna Ozun                                | 177 | sec. XVIII                                                      | Încarcă foto \| video | Raportează eroare |
| CV-II-m-B-13248 (RAN: 64648.09)                    | Conacul Ujvárosy-Agoston                                                                              | sat Ozun; comuna Ozun                                | 437 45.79697°N 25.85074°E | 1810 - 1825                                                     | Încarcă foto \| video | Raportează eroare |
| CV-II-m-B-13249                                    | Conacul Temesvári, azi grădiniță                                                                      | sat Ozun; comuna Ozun                                | 442 45.79574°N 25.84597°E | sf. sec. XIX                                                    | Încarcă foto \| video | Raportează eroare |
| CV-II-m-B-13250 (RAN: 64595.10)                    | Biserica reformată                                                                                    | sat Pădureni; comuna Moacșa                          | f.n. | sec. XV, transf. sec. XIX                                       | Alte imagini          | Raportează eroare |
| CV-II-m-B-13251                                    | Conacul Babós - Forró                                                                                 | sat Pădureni; comuna Moacșa                          | 30 45.88639°N 25.92972°E | 1825                                                            |                       | Raportează eroare |
| CV-II-m-B-13252                                    | Biserica de lemn „Cuvioasa Paraschiva”                                                                | sat Păpăuți; comuna Zagon                            | 408 45.78706°N 26.14665°E | 1814                                                            |                       | Raportează eroare |
| CV-II-m-B-13254 (RAN: 64853.05)                    | Conacul Pótsa, azi locuință                                                                           | sat Petriceni; comuna Sânzieni                       | 293 46.06706°N 26.08905°E | sec. XVIII, transf. sf. sec. XX                                 | Încarcă foto \| video | Raportează eroare |
| CV-II-a-B-13253 (RAN: 64853.04)                    | Ansamblul bisericii romano-catolice „Sf. Laurențiu”                                                   | sat Petriceni; comuna Sânzieni                       | 294 | 1825                                                            | Încarcă foto \| video | Raportează eroare |
| CV-II-m-B-13253.01                                 | Biserica romano-catolică „Sf. Laurențiu”                                                              | sat Petriceni; comuna Sânzieni                       | 294 | 1825                                                            | Încarcă foto \| video | Raportează eroare |
| CV-II-m-B-13253.02                                 | Zid de incintă                                                                                        | sat Petriceni; comuna Sânzieni                       | 294 | 1825                                                            | Încarcă foto \| video | Raportează eroare |
| CV-II-a-B-13255                                    | Ansamblul bisericii romano-catolice „Găsirea Sfintei Cruci”                                           | sat Poian; comuna Poian                              | 153 | sec. XVIII - XIX                                                | Încarcă foto \| video | Raportează eroare |
| CV-II-m-B-13255.01                                 | Biserica romano-catolică „Găsirea Sfintei Cruci”                                                      | sat Poian; comuna Poian                              | 153 | 1717,1804, 1992                                                 | Încarcă foto \| video | Raportează eroare |
| CV-II-m-B-13255.02                                 | Zid de incintă                                                                                        | sat Poian; comuna Poian                              | 153 | sec. XVII, transf. sec. XVIII                                   | Încarcă foto \| video | Raportează eroare |
| CV-II-m-B-13256                                    | Biserica de lemn „Sf. Arhangheli”                                                                     | sat Poian; comuna Poian                              | 324 46.07073°N 26.15579°E | 1762                                                            |                       | Raportează eroare |
| CV-II-a-B-13257                                    | Ansamblul bisericii unitariene                                                                        | sat aparținător Racoșul de Sus; oraș Baraolt         | 162 | sec. XVIII                                                      | Încarcă foto \| video | Raportează eroare |
| CV-II-m-B-13257.01                                 | Biserica unitariană                                                                                   | sat aparținător Racoșul de Sus; oraș Baraolt         | 162 | sec. XVIII                                                      | Încarcă foto \| video | Raportează eroare |
| CV-II-m-B-13257.02                                 | Zid de incintă cu turn-clopotniță                                                                     | sat aparținător Racoșul de Sus; oraș Baraolt         | 162 | sec. XVIII                                                      | Încarcă foto \| video | Raportează eroare |
| CV-II-a-A-13258 (RAN: 64782.16)                    | Ansamblul bisericii reformate                                                                         | sat Reci; comuna Reci                                | Pe un deal, la marginea nord-est a localității, lângă cimitir | sec. XIII-XIX                                                   | Alte imagini          | Raportează eroare |
| CV-II-m-A-13258.01                                 | Biserica reformată                                                                                    | sat Reci; comuna Reci                                | Pe un deal, la marginea nord-est a localității, lângă cimitir | sec. XIII, ref. 1515, transf. 1857                              |                       | Raportează eroare |
| CV-II-m-A-13258.02                                 | Turn-clopotniță                                                                                       | sat Reci; comuna Reci                                | Pe un deal, la marginea nord-est a localității, lângă cimitir | sec. XIII,1515, transf. 1857                                    |                       | Raportează eroare |
| CV-II-m-B-13259                                    | Conacul Antos, azi dispensar medical și locuință de serviciu                                          | sat Reci; comuna Reci                                | 444 45.83953°N 25.92828°E | 1825                                                            | Alte imagini          | Raportează eroare |
| CV-II-m-B-13260                                    | Casa Salamon                                                                                          | sat Reci; comuna Reci                                | 452 | sec. XVIII                                                      | Alte imagini          | Raportează eroare |
| CV-II-m-A-13261 (RAN: 64817.06)                    | Biserica reformată                                                                                    | sat Saciova; comuna Reci                             | În centrul localității, lângă cimitir | sec. XV, transf. sec. XVIII-XIX, turn 1824                      | Alte imagini          | Raportează eroare |
| CV-II-m-B-13262                                    | Podul vechi de piatră                                                                                 | sat Sâncraiu; comuna Ilieni                          | Peste pârâul Sâncraiului, la 1 km vest de sat | 1861                                                            | Încarcă foto \| video | Raportează eroare |
| CV-II-a-A-13263 (RAN: 64452.01)                    | Ansamblul bisericii unitariene                                                                        | sat Sâncraiu; comuna Ilieni                          | 111 | sec. XV - XVIII                                                 | Încarcă foto \| video | Raportează eroare |
| CV-II-m-A-13263.01                                 | Biserica unitariană                                                                                   | sat Sâncraiu; comuna Ilieni                          | 111 | sec. XV, transf. sec. XVIII                                     | Încarcă foto \| video | Raportează eroare |
| CV-II-m-A-13263.02                                 | Zid de incintă, cu turn-clopotniță                                                                    | sat Sâncraiu; comuna Ilieni                          | 111 | sec. XV, transf. sec. XVIII                                     | Încarcă foto \| video | Raportează eroare |
| CV-II-m-B-13264                                    | Capela Szentiványi                                                                                    | sat Sântionlunca; comuna Ozun                        | 165 A | sec. XVIII                                                      |                       | Raportează eroare |
| CV-II-m-B-13265 (RAN: 64700.04)                    | Biserica romano-catolică „Sf. Ioan Botezătorul”                                                       | sat Sântionlunca; comuna Ozun                        | 213 | 1774, pe temeliile unei biserici mai vechi                      | Alte imagini          | Raportează eroare |
| CV-II-a-A-13267 (fost CV-II-m-A-13267)             | Ansamblul capelei romano-catolice „Sf. Ștefan”                                                        | sat Sânzieni; comuna Sânzieni                        | Pe dealul Perko | sec. XII - XIII, transf. 1686                                   |                       | Raportează eroare |
| CV-II-m-A-13267.01 (fost CV-II-m-A-13267)          | Capela romano-catolică „Sf. Ștefan”                                                                   | sat Sânzieni; comuna Sânzieni                        | Pe dealul Perko | sec. XII - XIII, transf. 1686                                   | Alte imagini          | Raportează eroare |
| CV-II-m-A-13267.02                                 | Turn-clopotniță                                                                                       | sat Sânzieni; comuna Sânzieni                        | Pe dealul Perko | sec. XII - XIII, transf. 1686                                   | Încarcă foto \| video | Raportează eroare |
| CV-II-m-B-13268 (RAN: 64835.10)                    | Conacul Tamás Elek, azi locuință                                                                      | sat Sânzieni; comuna Sânzieni                        | 87-88 46.03897°N 26.129°E | 1810 - 1820                                                     | Încarcă foto \| video | Raportează eroare |
| CV-II-m-A-13269 (RAN: 64835.09)                    | Conacul Könczey, azi locuință                                                                         | sat Sânzieni; comuna Sânzieni                        | 198-199 46.04002°N 26.13091°E | 1608, reparații 1829                                            | Încarcă foto \| video | Raportează eroare |
| CV-II-a-A-13266 (RAN: 64835.13)                    | Ansamblul bisericii romano-catolice „Sf. Duh”                                                         | sat Sânzieni; comuna Sânzieni                        | 276 46.05083°N 26.13166°E | sec. XV - XX                                                    |                       | Raportează eroare |
| CV-II-m-A-13266.01                                 | Biserica romano-catolică „Sf. Duh”                                                                    | sat Sânzieni; comuna Sânzieni                        | 276 | 1401, sec. XVIII-XX                                             |                       | Raportează eroare |
| CV-II-m-A-13266.02                                 | Incintă fortificată cu patru bastioane cilindrice                                                     | sat Sânzieni; comuna Sânzieni                        | 276 | sec. XV, transformări sec. XVIII                                |                       | Raportează eroare |
| CV-II-m-A-13270                                    | Casa parohială romano-catolică                                                                        | sat Sânzieni; comuna Sânzieni                        | 277 | sf. sec. XVIII                                                  | Încarcă foto \| video | Raportează eroare |
| CV-II-m-A-13272                                    | Castelul Thury - Bányai, azi casă de cultură                                                          | sat Tamașfalău; comuna Zăbala                        | 31 45.88543°N 26.11813°E | 1810 - 1820                                                     | Încarcă foto \| video | Raportează eroare |
| CV-II-m-B-20306                                    | Biserica veche românească                                                                             | sat Tălișoara; comuna Brăduț                         | |                                                                 | Încarcă foto \| video | Raportează eroare |
| CV-II-m-A-13271 (RAN: 64087.02)                    | Castelul Daniel                                                                                       | sat Tălișoara; comuna Brăduț                         | 215 46.10389°N 25.58661°E | 1669, modif. 1884                                               |                       | Raportează eroare |
| CV-II-s-A-13273                                    | Centrul istoric                                                                                       | municipiul Târgu Secuiesc                            | Piața Gabor Aron și zona adiacentă pieții: SV - între str. Kossuth Lajos 3 și str. Școlii 1; V-str. Școlii N - între str. Meseriașilor, Episcop Márton Áron 15-24, Vasarhelyi Peter 5, Apafi Mihaly 7, Dâmbului; E - str. Körösi Csoma Sandor; S - între str. Independenței 6, str. Gării 2, str. Petöfi Sandor. Cf. PUG nr. 12/1997 46.00216°N 26.13763°E |                                                                 | Alte imagini          | Raportează eroare |
| CV-II-a-B-13274                                    | Ansamblul „Str. Primăverii” (Degécia)                                                                 | municipiul Târgu Secuiesc                            | Str. Primăverii și Curțile 62, 63 cu case de lemn din sec. XVIII - XIX. | sec. XVIII - XIX                                                | Încarcă foto \| video | Raportează eroare |
| CV-II-m-B-13275                                    | Judecătorie                                                                                           | municipiul Târgu Secuiesc                            | Str. Ady Endre 5 | mijl. sec. XVIII                                                | Încarcă foto \| video | Raportează eroare |
| CV-II-a-B-13276                                    | Ansamblul fostului Orfelinat de Fete                                                                  | municipiul Târgu Secuiesc                            | Str. Ady Endre 13 | sec. XIX                                                        | Încarcă foto \| video | Raportează eroare |
| CV-II-m-B-13276.01                                 | Fostul Orfelinat de Fete, azi Centru de Plasament                                                     | municipiul Târgu Secuiesc                            | Str. Ady Endre 13 | înc. sec. XIX                                                   | Încarcă foto \| video | Raportează eroare |
| CV-II-m-B-13276.02                                 | Capela funerară Szentkereszty Stefánia                                                                | municipiul Târgu Secuiesc                            | Str. Ady Endre 13 | sec. XIX                                                        |                       | Raportează eroare |
| CV-II-m-B-13277                                    | Școala Pedagogică                                                                                     | municipiul Târgu Secuiesc                            | Str. Ady Endre 20 | 1896                                                            | Încarcă foto \| video | Raportează eroare |
| CV-II-m-B-13278                                    | Casa de lemn Hán Jakab, azi minipensiune                                                              | municipiul Târgu Secuiesc                            | Str. Apafi Mihály 1 | 1817                                                            | Încarcă foto \| video | Raportează eroare |
| CV-II-m-B-20307                                    | Casa de lemn Finta                                                                                    | municipiul Târgu Secuiesc                            | Curtea 12/1 | sec. XVIII                                                      |                       | Raportează eroare |
| CV-II-m-B-13279                                    | Casa de lemn Jancsó Mózes                                                                             | municipiul Târgu Secuiesc                            | Curtea 51/ 2 | 1834                                                            | Încarcă foto \| video | Raportează eroare |
| CV-II-m-B-13280                                    | Biserica reformată                                                                                    | municipiul Târgu Secuiesc                            | Piața Gábor Aron 46.00102°N 26.13697°E | 1780 - 1782, transf.1838 - 1839                                 |                       | Raportează eroare |
| CV-II-m-B-13281                                    | Casa Túróczi Mózes                                                                                    | municipiul Târgu Secuiesc                            | Piața Gábor Aron 9 | 1843                                                            |                       | Raportează eroare |
| CV-II-m-B-13282                                    | Casa Roșie (Veres)                                                                                    | municipiul Târgu Secuiesc                            | Piața Gábor Aron 19 | înc. sec. XVIII                                                 |                       | Raportează eroare |
| CV-II-m-B-13283                                    | Casa Szõcs Mátyás, cu poarta de zid                                                                   | municipiul Târgu Secuiesc                            | Str. Gării 16 | 1836                                                            | Încarcă foto \| video | Raportează eroare |
| CV-II-m-B-13284                                    | Casa Nagy Jáfet                                                                                       | municipiul Târgu Secuiesc                            | Str. Gării 21 | 1829                                                            | Încarcă foto \| video | Raportează eroare |
| CV-II-m-B-13285                                    | Casa Wertán                                                                                           | municipiul Târgu Secuiesc                            | Str. Gării 24 | 1902                                                            | Încarcă foto \| video | Raportează eroare |
| CV-II-m-B-13286                                    | Fostul Azil de Bătrâni, azi Spitalul de neuropsihiatrie                                               | municipiul Târgu Secuiesc                            | Str. Gării 35 | 1897                                                            | Încarcă foto \| video | Raportează eroare |
| CV-II-m-B-13287                                    | Fostul sediul al Organizației Meșteșugărești a Cizmarilor, azi locuință cu spațiu comercial la parter | municipiul Târgu Secuiesc                            | Str. Independenței 4 | 1910                                                            | Încarcă foto \| video | Raportează eroare |
| CV-II-m-A-13288                                    | Fosta școală militară                                                                                 | municipiul Târgu Secuiesc                            | Str. Independenței 6 | 1819 - 1823                                                     |                       | Raportează eroare |
| CV-II-m-B-13289                                    | Fostul Gimnaziu catolic din Kanta, azi, parțial, Cantină de Ajutor Social                             | municipiul Târgu Secuiesc                            | Str. Kanta 8 | 1751                                                            |                       | Raportează eroare |
| CV-II-a-A-13290                                    | Mănăstirea Minoriților                                                                                | municipiul Târgu Secuiesc                            | Str. Kanta 10 46.00618°N 26.13865°E | sec. XVIII - XX                                                 |                       | Raportează eroare |
| CV-II-m-A-13290.01                                 | Biserica „Sf. Treime”                                                                                 | municipiul Târgu Secuiesc                            | Str. Kanta 10 | 1722 - 1795                                                     |                       | Raportează eroare |
| CV-II-m-A-13290.02                                 | Claustru                                                                                              | municipiul Târgu Secuiesc                            | Str. Kanta 10 | 1740 - 1828                                                     |                       | Raportează eroare |
| CV-II-m-A-13290.03                                 | Capelă                                                                                                | municipiul Târgu Secuiesc                            | Str. Kanta 10 | sec. XVIII, sec. XX                                             | Încarcă foto \| video | Raportează eroare |
| CV-II-m-A-13290.04                                 | Poarta barocă                                                                                         | municipiul Târgu Secuiesc                            | Str. Kanta 10 | 1807                                                            |                       | Raportează eroare |
| CV-II-m-B-13291                                    | Fosta Casă de Economii, azi sediul Direcției Generale a Finanțelor Publice a jud. Covasna             | municipiul Târgu Secuiesc                            | Str. Kossuth Lajos 10 | sf. sec. XIX                                                    | Încarcă foto \| video | Raportează eroare |
| CV-II-m-B-13292                                    | Casă                                                                                                  | municipiul Târgu Secuiesc                            | Str. Petõfi Sándor 11 | 1903                                                            | Încarcă foto \| video | Raportează eroare |
| CV-II-m-B-13293                                    | Casă                                                                                                  | municipiul Târgu Secuiesc                            | Str. Petõfi Sándor 28 | 1835                                                            | Încarcă foto \| video | Raportează eroare |
| CV-II-m-B-13294                                    | Fostul Casino - sediul primei tipografii, azi restaurantul „Székely Vendéglő”                         | municipiul Târgu Secuiesc                            | Str. Școlii 1 | înc. sec. XIX                                                   | Încarcă foto \| video | Raportează eroare |
| CV-II-a-A-13295                                    | Ansamblul bisericii „Adormirea Maicii Domnului”                                                       | municipiul Târgu Secuiesc                            | Str. Vásárhelyi Péter 1 | sec. XVIII - XIX                                                | Încarcă foto \| video | Raportează eroare |
| CV-II-m-A-13295.01                                 | Biserica „Adormirea Maicii Domnului”                                                                  | municipiul Târgu Secuiesc                            | Str. Vásárhelyi Péter 1 | 1754, transf. 1783                                              | Încarcă foto \| video | Raportează eroare |
| CV-II-m-A-13295.02                                 | Clopotniță de lemn                                                                                    | municipiul Târgu Secuiesc                            | Str. Vásárhelyi Péter 1 | 1795                                                            | Încarcă foto \| video | Raportează eroare |
| CV-II-m-A-13295.03                                 | Casă parohială ortodoxă                                                                               | municipiul Târgu Secuiesc                            | Str. Vásárhelyi Péter 1 | 1838 - 1845                                                     | Încarcă foto \| video | Raportează eroare |
| CV-II-a-A-13296                                    | Ansamblul conacului Horváth                                                                           | sat Telechia; comuna Brateș                          | 184 45.85981°N 26.04459°E | sec. XVIII                                                      |                       | Raportează eroare |
| CV-II-m-A-13296.01                                 | Conacul Horváth                                                                                       | sat Telechia; comuna Brateș                          | 184 | sec. XVIII                                                      |                       | Raportează eroare |
| CV-II-m-A-13296.02                                 | Poartă                                                                                                | sat Telechia; comuna Brateș                          | 184 | sec. XVIII                                                      | Încarcă foto \| video | Raportează eroare |
| CV-II-m-A-13297 (RAN: 64880.02)                    | Cetatea Bálványos (ruine)                                                                             | sat Turia; comuna Turia                              | 46.11394°N 25.96699°E | sec. XIII-XIV                                                   | Alte imagini          | Raportează eroare |
| CV-II-a-A-13299 (RAN: 64880.05)                    | Ansamblul castelului Apor                                                                             | sat Turia; comuna Turia                              | 244 46.02971°N 26.06039°E | sec. XVI - XIX                                                  | Alte imagini          | Raportează eroare |
| CV-II-m-A-13299.01                                 | Castelul Apor                                                                                         | sat Turia; comuna Turia                              | 244 | sec. XVI, transf. 1693, 1820                                    |                       | Raportează eroare |
| CV-II-m-A-13299.02                                 | Grânar                                                                                                | sat Turia; comuna Turia                              | 244 | sec. XVIII - XIX                                                |                       | Raportează eroare |
| CV-II-a-A-13300 (RAN: 64880.12)                    | Ansamblul bisericii reformate                                                                         | sat Turia; comuna Turia                              | 463 46.04914°N 26.04144°E | sec. XVI - XIX                                                  | Alte imagini          | Raportează eroare |
| CV-II-m-A-13300.01                                 | Biserica reformată                                                                                    | sat Turia; comuna Turia                              | 463 | sec. XVI, ref. sec. XIX                                         |                       | Raportează eroare |
| CV-II-m-A-13300.02                                 | Zid de incintă cu turn-clopotniță și portic de intrare din lemn                                       | sat Turia; comuna Turia                              | 463 | sec. XVI, portic de intrare 1776                                |                       | Raportează eroare |
| CV-II-m-B-13298                                    | Poartă secuiască                                                                                      | sat Turia; comuna Turia                              | 1025 | sec. XIX                                                        |                       | Raportează eroare |
| CV-II-m-A-13301 (RAN: 63982.03)                    | Conacul Veress, azi locuință                                                                          | sat Țufalău; comuna Boroșneu Mare                    | 34 45.83501°N 26.0263°E | 1794                                                            | Încarcă foto \| video | Raportează eroare |
| CV-II-m-B-13304 (RAN: 64915.04)                    | Ruinele capelei (Veresbaratok Tornya)                                                                 | sat Valea Crișului; comuna Valea Crișului            | f.n., Pe dealul „Kápolnatető”, între Valea Crișului și Calnic, lângă rezervorul de apă 45.92303°N 25.78452°E | sec. XV                                                         |                       | Raportează eroare |
| CV-II-a-A-13303 (RAN: 64915.05)                    | Ansamblul bisericii romano-catolice „Sf. Treime”                                                      | sat Valea Crișului; comuna Valea Crișului            | 152 | sec. XIII-XIX                                                   | Încarcă foto \| video | Raportează eroare |
| CV-II-m-A-13303.01                                 | Biserica romano-catolică „Sf. Treime”                                                                 | sat Valea Crișului; comuna Valea Crișului            | 152 | sec. XIII - XVI, transf. sec. XVII                              | Încarcă foto \| video | Raportează eroare |
| CV-II-m-A-13303.02                                 | Cavoul Familiei Kalnoky                                                                               | sat Valea Crișului; comuna Valea Crișului            | 152 | sec. XIX                                                        | Încarcă foto \| video | Raportează eroare |
| CV-II-m-A-13303.03                                 | Zid de incintă                                                                                        | sat Valea Crișului; comuna Valea Crișului            | 152 | sec. XVI - XVII                                                 | Încarcă foto \| video | Raportează eroare |
| CV-II-m-A-13305 (RAN: 64915.02)                    | Castelul Kálnoki                                                                                      | sat Valea Crișului; comuna Valea Crișului            | Str. Orbán Balázs 6 45.91694°N 25.78056°E | sec. XVII - XVIII, transf. 1752, sec. XIX                       | Încarcă foto \| video | Raportează eroare |
| CV-II-m-B-13306                                    | Biserica ortodoxă „Sf. Arhangheli”                                                                    | sat Valea Mare; comuna Valea Mare                    | 265 | 1793                                                            | Încarcă foto \| video | Raportează eroare |
| CV-II-m-B-13307                                    | Moară de apă, cuturbină                                                                               | sat Valea Seacă; comuna Sânzieni                     | 231 | sec. XIX, transf. sec. XX                                       | Încarcă foto \| video | Raportează eroare |
| CV-II-a-B-13308                                    | Ansamblul bisericii „Sf. Teodor Stratilat”                                                            | sat Vâlcele; comuna Vâlcele                          | 134 | sec. XIX                                                        |                       | Raportează eroare |
| CV-II-m-B-13308.01                                 | Biserica „Sf. Teodor Stratilat”                                                                       | sat Vâlcele; comuna Vâlcele                          | 134 | 1843                                                            | Încarcă foto \| video | Raportează eroare |
| CV-II-m-B-13308.02                                 | Casă parohială                                                                                        | sat Vâlcele; comuna Vâlcele                          | 134 | sec. XIX                                                        | Încarcă foto \| video | Raportează eroare |
| CV-II-m-B-13309                                    | Casă de lemn                                                                                          | sat Vâlcele; comuna Vâlcele                          | 141 | sec. XIX                                                        | Încarcă foto \| video | Raportează eroare |
| CV-II-m-B-13310                                    | Casă de lemn                                                                                          | sat Vâlcele; comuna Vâlcele                          | 162 | 1886                                                            | Încarcă foto \| video | Raportează eroare |
| CV-II-m-B-20308                                    | Casă de lemn                                                                                          | sat Vâlcele; comuna Vâlcele                          | 179 | sec. XIX                                                        | Încarcă foto \| video | Raportează eroare |
| CV-II-m-B-13311                                    | Casă                                                                                                  | sat Vâlcele; comuna Vâlcele                          | 181 | 1910                                                            | Încarcă foto \| video | Raportează eroare |
| CV-II-a-B-13312                                    | Ansamblul bisericii de lemn „Sf. Arhangheli”                                                          | sat Vârghiș; comuna Vârghiș                          | 16 | sec. XIX                                                        |                       | Raportează eroare |
| CV-II-m-B-13312.01                                 | Biserica de lemn „Sf. Arhangheli”                                                                     | sat Vârghiș; comuna Vârghiș                          | 16 | 1807                                                            | Încarcă foto \| video | Raportează eroare |
| CV-II-m-B-13312.02                                 | Clopotniță de lemn                                                                                    | sat Vârghiș; comuna Vârghiș                          | 16 | sec. XIX                                                        | Încarcă foto \| video | Raportează eroare |
| CV-II-m-B-13313                                    | Casă                                                                                                  | sat Vârghiș; comuna Vârghiș                          | 80 | sec. XVIII                                                      | Încarcă foto \| video | Raportează eroare |
| CV-II-m-B-13314                                    | Casă de zid                                                                                           | sat Vârghiș; comuna Vârghiș                          | 99 | 1773                                                            | Încarcă foto \| video | Raportează eroare |
| CV-II-a-B-13315                                    | Gospodărie țărănească                                                                                 | sat Vârghiș; comuna Vârghiș                          | 106 | 1873                                                            | Încarcă foto \| video | Raportează eroare |
| CV-II-m-B-13315.01                                 | Casă                                                                                                  | sat Vârghiș; comuna Vârghiș                          | 106 | 1873                                                            | Încarcă foto \| video | Raportează eroare |
| CV-II-m-B-13315.02                                 | Șură                                                                                                  | sat Vârghiș; comuna Vârghiș                          | 106 | 1873                                                            | Încarcă foto \| video | Raportează eroare |
| CV-II-m-B-13315.03                                 | Hambar                                                                                                | sat Vârghiș; comuna Vârghiș                          | 106 | 1873                                                            | Încarcă foto \| video | Raportează eroare |
| CV-II-m-B-13315.04                                 | Fântână cu cumpănă                                                                                    | sat Vârghiș; comuna Vârghiș                          | 106 | 1873                                                            | Încarcă foto \| video | Raportează eroare |
| CV-II-m-B-13315.05                                 | Poartă                                                                                                | sat Vârghiș; comuna Vârghiș                          | 106 | 1873                                                            | Încarcă foto \| video | Raportează eroare |
| CV-II-m-B-13316                                    | Castelul Daniel                                                                                       | sat Vârghiș; comuna Vârghiș                          | 205 | sec. XVI, transf. ext. 1670, 1723, 1850, 1930                   | Alte imagini          | Raportează eroare |
| CV-II-m-B-13317                                    | Casă                                                                                                  | sat Vârghiș; comuna Vârghiș                          | 348 | 1868                                                            | Încarcă foto \| video | Raportează eroare |
| CV-II-m-B-13318                                    | Casă de lemn și poartă                                                                                | sat Vârghiș; comuna Vârghiș                          | 396 | 1879 (casa), 1910 (poarta)                                      | Încarcă foto \| video | Raportează eroare |
| CV-II-m-B-13319                                    | Casă și șură                                                                                          | sat Vârghiș; comuna Vârghiș                          | 451 | înc. sec. XX                                                    | Încarcă foto \| video | Raportează eroare |
| CV-II-m-B-20310                                    | Casă                                                                                                  | sat Vârghiș; comuna Vârghiș                          | 525 | 1920                                                            | Încarcă foto \| video | Raportează eroare |
| CV-II-a-B-13320                                    | Gospodărie țărănească                                                                                 | sat Vârghiș; comuna Vârghiș                          | 553 | 1874                                                            | Încarcă foto \| video | Raportează eroare |
| CV-II-m-B-13320.01                                 | Casă cu cerdac                                                                                        | sat Vârghiș; comuna Vârghiș                          | 553 | 1874                                                            | Încarcă foto \| video | Raportează eroare |
| CV-II-m-B-13320.02                                 | Gard și poartă                                                                                        | sat Vârghiș; comuna Vârghiș                          | 553 | 1874                                                            | Încarcă foto \| video | Raportează eroare |
| CV-II-m-B-13321                                    | Casa de lemn Tóth Mihály                                                                              | sat Vârghiș; comuna Vârghiș                          | 559 | 1844                                                            | Încarcă foto \| video | Raportează eroare |
| CV-II-a-A-13322                                    | Gospodărie țărănească                                                                                 | sat Vârghiș; comuna Vârghiș                          | 559 | sec. XVIII - XIX                                                | Încarcă foto \| video | Raportează eroare |
| CV-II-m-A-13322.01                                 | Casă                                                                                                  | sat Vârghiș; comuna Vârghiș                          | 559 | 1773                                                            | Încarcă foto \| video | Raportează eroare |
| CV-II-m-A-13322.02                                 | Șură                                                                                                  | sat Vârghiș; comuna Vârghiș                          | 559 | sec. XVIII - XIX                                                | Încarcă foto \| video | Raportează eroare |
| CV-II-m-A-13322.03                                 | Hambar                                                                                                | sat Vârghiș; comuna Vârghiș                          | 559 | sec. XVIII - XIX                                                | Încarcă foto \| video | Raportează eroare |
| CV-II-m-A-13322.04                                 | Fântână cu cumpănă                                                                                    | sat Vârghiș; comuna Vârghiș                          | 559 | sec. XVIII - XIX                                                | Încarcă foto \| video | Raportează eroare |
| CV-II-m-A-13322.05                                 | Poartă de lemn șigard                                                                                 | sat Vârghiș; comuna Vârghiș                          | 559 | sec. XVIII - XIX                                                | Încarcă foto \| video | Raportează eroare |
| CV-II-a-B-13323                                    | Gospodărie țărănească                                                                                 | sat Vârghiș; comuna Vârghiș                          | 568 | 1820                                                            | Încarcă foto \| video | Raportează eroare |
| CV-II-m-B-13323.01                                 | Casă de lemn                                                                                          | sat Vârghiș; comuna Vârghiș                          | 568 | 1820                                                            | Încarcă foto \| video | Raportează eroare |
| CV-II-m-B-13323.02                                 | Poartă de lemn                                                                                        | sat Vârghiș; comuna Vârghiș                          | 568 | 1820                                                            | Încarcă foto \| video | Raportează eroare |
| CV-II-a-B-13324                                    | Ansamblul conacului Imecs                                                                             | sat Vârghiș; comuna Vârghiș                          | 608 46.12254°N 25.56071°E | sec. XVII-XIX                                                   | Încarcă foto \| video | Raportează eroare |
| CV-II-m-B-13324.01                                 | Conacul Imecs, azi locuință                                                                           | sat Vârghiș; comuna Vârghiș                          | 608 | 1779                                                            | Încarcă foto \| video | Raportează eroare |
| CV-II-m-B-13324.02                                 | Șură cu grajd                                                                                         | sat Vârghiș; comuna Vârghiș                          | 608 | 1843                                                            | Încarcă foto \| video | Raportează eroare |
| CV-II-m-B-13325                                    | Biserica „Sf. Arhangheli”                                                                             | sat Zagon; comuna Zagon                              | | 1814                                                            | Alte imagini          | Raportează eroare |
| CV-II-a-A-13326                                    | Ansamblul conacului Mikes - Szentkereszty                                                             | sat Zagon; comuna Zagon                              | 128 A 45.76079°N 26.11251°E | sec. XVIII - XX                                                 | Încarcă foto \| video | Raportează eroare |
| CV-II-m-A-13326.01                                 | Conacul Mikes - Szentkereszty                                                                         | sat Zagon; comuna Zagon                              | 128 A | 1632, transf. sec. XVIII - XX                                   | Încarcă foto \| video | Raportează eroare |
| CV-II-m-A-13326.02                                 | Grânar                                                                                                | sat Zagon; comuna Zagon                              | 128 A | sec. XVIII                                                      | Încarcă foto \| video | Raportează eroare |
| CV-II-a-A-13328 (RAN: 65057.01)                    | Ansamblul bisericii reformate                                                                         | sat Zăbala; comuna Zăbala                            | În centrul localității 45.89208°N 26.18926°E | sec. XV - XIX                                                   | Alte imagini          | Raportează eroare |
| CV-II-m-A-13328.01                                 | Biserica reformată                                                                                    | sat Zăbala; comuna Zăbala                            | În centrul localității | sec. XV - XVI, transf. sec. XVIII - XIX, turn ref. 1778         | Încarcă foto \| video | Raportează eroare |
| CV-II-m-A-13328.02                                 | Incintă fortificată, cu turn-clopotniță                                                               | sat Zăbala; comuna Zăbala                            | În centrul localității | sec. XV - XVI,1778 (turnul)                                     |                       | Raportează eroare |
| CV-II-m-A-13327                                    | Biserica de lemn „Adormirea Maicii Domnului”                                                          | sat Zăbala; comuna Zăbala                            | 192 A 45.8858°N 26.20005°E | 1777                                                            |                       | Raportează eroare |
| CV-II-m-B-13330                                    | Casă                                                                                                  | sat Zăbala; comuna Zăbala                            | 314 | sec. XIX                                                        | Încarcă foto \| video | Raportează eroare |
| CV-II-a-A-13331 (RAN: 65057.03)                    | Ansamblul castelului Mikes                                                                            | sat Zăbala; comuna Zăbala                            | 437 45.89186°N 26.19931°E | sec. XVII-XIX                                                   | Alte imagini          | Raportează eroare |
| CV-II-m-A-13331.01                                 | Castelul Mikes, azi locuință                                                                          | sat Zăbala; comuna Zăbala                            | 437 | sec. XVII, ext. 1867                                            |                       | Raportează eroare |
| CV-II-m-A-13331.02                                 | Parc                                                                                                  | sat Zăbala; comuna Zăbala                            | 437 | sec. XIX                                                        | Încarcă foto \| video | Raportează eroare |
| CV-II-m-B-13332                                    | Casă de lemn                                                                                          | sat Zăbala; comuna Zăbala                            | Str. Principală 911 | 1867                                                            | Încarcă foto \| video | Raportează eroare |
| CV-II-a-A-13334 (RAN: 63928.04)                    | Ansamblul bisericii reformate                                                                         | sat Zălan; comuna Bodoc                              | 115 A 45.89208°N 26.1875°E | sec. XIV - XVII                                                 | Încarcă foto \| video | Raportează eroare |
| CV-II-m-A-13334.01 (RAN: 63928.05.01)              | Biserica reformată                                                                                    | sat Zălan; comuna Bodoc                              | 115 A | 1319, transf. 1821 - 1825                                       | Încarcă foto \| video | Raportează eroare |
| CV-II-m-A-13334.02 (RAN: 63928.05.02)              | Zid de incintă cu turn clopotniță                                                                     | sat Zălan; comuna Bodoc                              | 115 A | sec. XVII                                                       | Încarcă foto \| video | Raportează eroare |
| CV-II-m-B-13335                                    | Conacul Benkõ - Zágoni, azi locuință                                                                  | sat Zoltan; comuna Ghidfalău                         | 122 45.92013°N 25.85241°E | 1832                                                            | Încarcă foto \| video | Raportează eroare |
| CV-II-m-B-13336                                    | Poarta barocă                                                                                         | sat Zoltan; comuna Ghidfalău                         | 131 A | sec. XVIII                                                      | Alte imagini          | Raportează eroare |
| CV-II-m-B-13338                                    | Biserica reformată                                                                                    | sat Zoltan; comuna Ghidfalău                         | 159 | 1792                                                            | Alte imagini          | Raportează eroare |
| CV-III-m-B-13339                                   | Bustul lui Nicolae Bălcescu                                                                           | municipiul Sfântu Gheorghe                           | Str. Cioflec Romulus Alături de bustul lui Gabor Aron | 1971                                                            | Încarcă foto \| video | Raportează eroare |
| CV-III-m-B-13340                                   | Bustul lui Gabor Aron                                                                                 | municipiul Sfântu Gheorghe                           | Str. Cioflec Romulus Alături de bustul lui Nicolae Bălcescu | 1971                                                            | Încarcă foto \| video | Raportează eroare |
| CV-III-m-B-13341                                   | Bustul lui Dózsa György                                                                               | municipiul Sfântu Gheorghe                           | Str. Kós Károly 28 | 1958                                                            | Încarcă foto \| video | Raportează eroare |
| CV-III-m-B-13342                                   | Grupul statuar „Mihai Viteazul”                                                                       | municipiul Sfântu Gheorghe                           | Piața Mihai Viteazul | 1982                                                            |                       | Raportează eroare |
| CV-III-m-B-13343                                   | Monumentul ostașului român                                                                            | municipiul Sfântu Gheorghe                           | Str. Păiuș David | 1975                                                            |                       | Raportează eroare |
| CV-III-m-B-13344                                   | Monumentul „1848”                                                                                     | sat aparținător Căpeni; oraș Baraolt                 | „Vecer”, la intersecția drumurilor Căpeni-Racoșul de Sus și Baraolt-Augustin | 1973                                                            | Încarcă foto \| video | Raportează eroare |
| CV-III-m-B-13345                                   | Statuia ostașului român                                                                               | oraș Covasna                                         | Piața Eroilor, Voinești | 1970 Theodor Ionescu (sculptor)                                 |                       | Raportează eroare |
| CV-III-m-B-13346                                   | Statuia lui Dózsa György                                                                              | sat Dalnic; comuna Dalnic                            | Lângă biserica reformată | 1975                                                            | Încarcă foto \| video | Raportează eroare |
| CV-IV-m-B-13347                                    | Cruce                                                                                                 | sat Alungeni; comuna Turia                           | În curtea bisericii romano-catolice | 1822                                                            | Încarcă foto \| video | Raportează eroare |
| CV-IV-m-B-13348                                    | Cruce                                                                                                 | sat Alungeni; comuna Turia                           | În curtea bisericii romano-catolice | 1867                                                            | Încarcă foto \| video | Raportează eroare |
| CV-IV-a-B-13349                                    | Cimitir comun                                                                                         | sat Cernat; comuna Cernat                            | Cernatu de Jos, în partea estică a satului, pe o terasă | sec. XVII-XIX                                                   | Încarcă foto \| video | Raportează eroare |
| CV-IV-m-A-13350                                    | Coloană de piatră                                                                                     | sat aparținător Chilieni; municipiul Sfântu Gheorghe | Mutată din hotarul estic al satului în cimitirul romano-catolic | 1751                                                            | Încarcă foto \| video | Raportează eroare |
| CV-IV-m-A-13217.03                                 | Coloană de piatră                                                                                     | sat Ghelința; comuna Ghelința                        | 986 | 1763                                                            | Încarcă foto \| video | Raportează eroare |
| CV-IV-a-B-13351 (RAN: 64407.04)                    | Cimitirul vechi ortodox                                                                               | sat Hăghig; comuna Hăghig                            | | ante sec. XIX                                                   | Încarcă foto \| video | Raportează eroare |
| CV-IV-m-A-13266.03                                 | Cruce de piatră                                                                                       | sat Sânzieni; comuna Sânzieni                        | 276 | sec. XVIII                                                      | Încarcă foto \| video | Raportează eroare |
| CV-IV-m-A-13300.03                                 | Pietre funerare                                                                                       | sat Turia; comuna Turia                              | 463 | sec. XVIII - XIX                                                | Încarcă foto \| video | Raportează eroare |